# Олександра Данська
Олександра Данська (дан. Alexandra af Danmark, англ. Alexandra of Denmark), також королева Олександра (англ. Queen Alexandra); 1 грудня 1844, Копенгаген — 20 листопада 1925, Сандрингемський палац) — данська принцеса, королева Великої Британії та Ірландії, а також імператриця Індії (1901), з 1910 року — вдовуюча королева. Олександра була сестрою російської імператриці Марії Федорівни та тіткою імператора Миколи II.
Олександра була старшою дочкою принца Крістіана з німецької династії Глюксбургів та Луїзи Гессен-Кассельської. Своє дитинство та юність провела в Данії переважно в Жовтому та Бернсторфському палацах, де здобула домашню освіту разом із братами та сестрами. Її батько з волі великих держав став спадкоємцем бездітного данського короля Фредеріка VII. Королева Вікторія обрала шістандцятирічну Олександру з-поміж інших кандидатур як дружину для її старшого сина та спадкоємця Альберта Едуарда, принца Уельського. Спочатку, через війну між Данією та Німеччиною за володіння Шлезвіг-Гольштейном, в якій Британія стала на бік останньої, Вікторія була проти дочки принца Крістіана. Їхнє весілля відбулося в 1863 і в тому ж році батько Олександри успадкував данський престол. У шлюбі народилося шість дітей, серед яких майбутній король Георг V та королева Норвегії Мод.
У 1868—1869 роках подружжя відвідало низку європейських країн, а також Єгипет, Туреччину та Крим. Будучи родичами Російської імператорської сім'ї, кілька разів відвідували Санкт-Петербург. Олександра набула популярності на своїй новій батьківщині за активну благодійну та громадську роботу, вважалася законодавицею моди в країні. У політиці вона намагалася схилити чоловіка, а після його смерті сина, діяти на користь Данії та Греції, проте ці спроби не були успішними. Усе життя не відчувала симпатій до Німеччини та імператора Вільгельма II, особливо під час Першої світової війни. У січні 1901 року, після смерті королеви Вікторії, подружжя зійшло на престол і правило до смерті Едуарда VII у травні 1910 року.
Братами Олександри були данський король Фредерік VIII та грецький Георг I, а сестрою — російська імператриця Марія Федорівна, мати Миколи II. З нею протягом усього життя англійська королева підтримувала близькі стосунки і їй, після Лютневої революції, допомогла переправитися з Криму до Великої Британії на лінкорі HMS Marlborough навесні 1919 року. Олександра померла після інфаркту у 1925 році у віці 80 років і була похована у Віндзорському замку поряд із чоловіком.

## Ранні роки

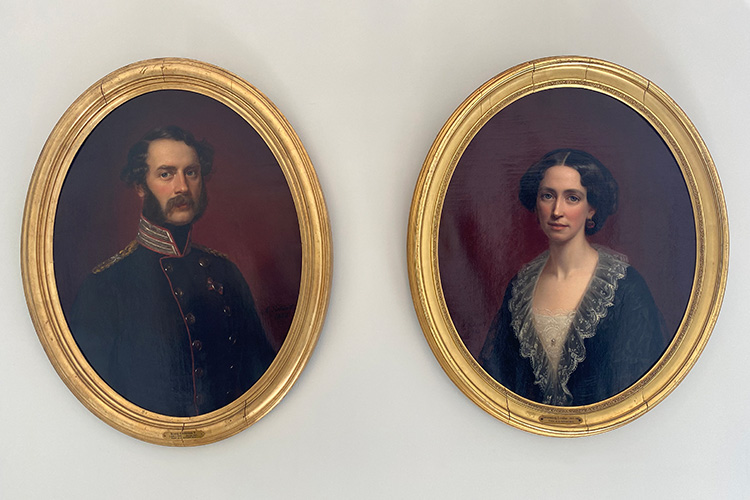
Подвійний портрет Крістіана Глюксбурзького та Луїзи Гессен-Кассельської пензля невідомого художника, 1840-і роки

### Походження
Олександра народилася 1 грудня 1844 року в Жовтому палаці Копенгагену, поруч з королівським палацовим комплексом Амалієнборг і була другою дитиною й першою дочкою німецького принца Кристіана Шлезвіг-Гольштейн-Зондербург-Глюксбурзького (1818—1906) і Луїзи, принцеси Гессен-Кассельської (1817—1898). З боку батька принцеса була онукою герцога Фрідріха Вільгельма Глюксбурзького і Луїзи Кароліни Гессен-Кассельської; по матері — Вільгельма Гессен-Кассельського і Луїзи Шарлотти Данської. Обидва батьки принцеси були правнуками данського короля Фредеріка V і праправнуками британського короля Георга II. У родині вже була старша дитина, принц Фредерік, пізніше з'явилися молодші діти — Вільгельм, Дагмар, Тіра і Вальдемар. Всі вони пізніше уклали вигідні шлюбні союзи з представниками королівських сімей Європи, що принесло їхнім батькам прізвисько «тестя і тещі Європи». Своє ім'я новонароджена отримала на честь великої княжни Олександри Миколаївни, яка померла за кілька місяців до її народження. Принц Кристіан отримував близько 800 фунтів стерлінгів на рік завдяки службі в данській армії. Сім'я проживала в Жовтому палаці, який їм віддав у користування король Кристіан VIII. Під час хрещення юної принцеси, яке пройшло в Жовтому палаці, використовувалася позолочена купіль, в якій традиційно хрестили всіх членів данського королівського дому.

### Успадкування данського престолу
1848 року король Кристіан VIII помер. На престол вступив його єдиний син Фредерік VII. Новий король був одружений двічі, але нащадків не мав. У країні виникла криза спадкоємності престолу. Фредерік був королем Данії та герцогом Шлезвіг-Гольштейн. В останньому діяв Салічний закон, що не дає жінкам права вступати на престол. У Данії такого закону не було. У цьому ж році Пруссія, за підтримки німецькомовного населення Шлезвіг-Гольштейна вторглася на його територію, почавши дансько-прусську війну. Підсумком конфлікту стала поразка Пруссії. 1852 року, вже після завершення військових дій, великими державами було скликано конференцію в Лондоні, де головною темою стало утвердження статусу герцогства та порядок успадкування данського престолу після смерті Фредеріка VII. На конференції Росія, Франція, Велика Британія, Пруссія, Австрія і Швеція прийняли рішення, що принц Крістіан Шлезвіг-Гольштейн-Зондербург-Глюксбургський стане новим королем Данії і всіх інших Володінь короля Фредеріка після його смерті. Крістіан жив у Данії з 13 років, служив у данській армії і вважався довіреною особою королів Фредеріка VI і Кристіана VIII, що, безсумнівно, зіграло на його користь. Рішення було закріплено в документі, підписаному 8 травня 1852 року. Крістіан, таким чином, обійшов інших претендентів на престол, включаючи свою дружину, її брата і їх матір. Крістіану був наданий титул принца данського і відданий в користування ще один палац, Бернсторф, де подружжя з дітьми жили в теплу пору року. Сім'я продовжувала вести скромний спосіб життя і дуже рідко бувала при королівському дворі. Кристіан і Луїза мали прохолодні стосунки з королем через несхвалення його третього морганатичного шлюбу з актрисою Луїзою Расмуссен, яка отримала титул графині Даннер.
Протягом 1848—49 років у Європі вирували революційні події, особливо у Франції, де було повалено короля Луї-Філіппа I й проголошено Другу республіку. У Данії Фредерік VII, у відповідь на європейські революції, прийняв першу данську конституцію, згідно з якою він ставав першим конституційним монархом держави, а всім чоловікам старшим за 30 років надавалося право голосувати. Документ був ратифікований 5 червня 1849 року. Сім'я принца Кристіана активно підтримувала державні перетворення, а в Олександрі, як пише історик Френсіс Даймонд, «були закладені основи розуміння конституційної монархії, що існувала в Англії».

### Життя в Данії та освіта

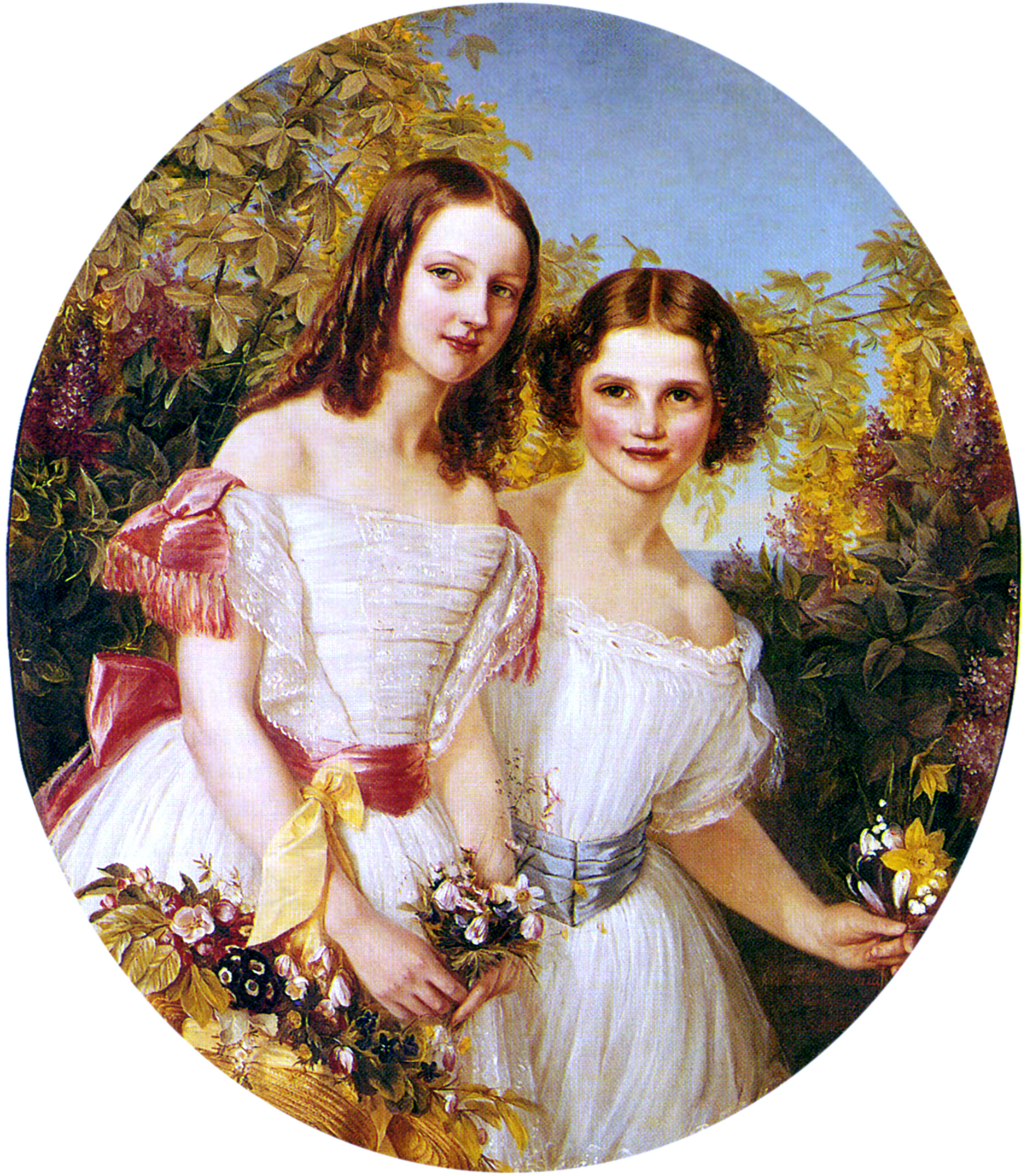
Олександра та Дагмар Данські. Елізабет Єріхау-Бауман, 1856 рік, Королівська колекція в палаці Амалієнборг

Серед близьких родичів і друзів принцеса була відома під зменшувальним ім'ям Алікс. У дитинстві вона не відрізнялася красою і була пухкою дитиною. Їх будинок часто відвідував данський казкар Ганс Крістіан Андерсен, який розповідав дітям свої історії. До 16 років Олександра ділила свою кімнату з молодшою сестрою Дагмар, після чого жила у власній кімнаті. Спальня Олександри була оббита блакитною тканиною; в ній стояли її піаніно й робочий стіл, а також невеликий кабінет з особистими речами, який вона пізніше перевезла в Сандрінгемський палац в Англію. Діти самі шили собі одяг, заправляли ліжка й разом сідали за стіл. Олександра й Дагмар удвох відвідували заняття з плавання, якими керувала відома шведська плавчиня Ненсі Едберг. Юні роки Олександри пройшли в палаці Бернсторф; там її навчали англійської мови під керівництвом Матильди Кнудсен, з якою вона підтримувала близькі стосунки й після укладення шлюбу, а також французької та німецької, основ релігії, історії, географії. Кнудсен вважалася майже членом сім'ї принца Кристіана й часто пила чай, обідала й вечеряла з монаршою родиною. 1893 року вона відвідала садову вечірку на честь шлюбу герцога Йоркського (другого сина Олександри) з Вікторією Марією Текською, а в 1902 році отримала запрошення на коронацію Олександри. Змалку Олександра мала схильність до музики, якої її навчала мати, а також якийсь монсеньйор Сібоні. Майбутня королева добре грала на піаніно, пізніше освоїла мандоліну. Серед інших її викладачів були швейцарка мадмуазель Швідланд, яка викладала французьку мову, пастор німецької реформаторської церкви Теобальд (німецька), професор Бунтзен (малювання) та професор Петерсен (історія та географія). Збереглися навчальні зошити Олександри за 1854-62 роки, в яких вона вивчала данську, англійську, французьку та німецьку мови; писала есе про тварин, рослини й мінерали. Також вона читала історію Данії та Швейцарії, детально ознайомилася зі списком королів Норвегії з 930 по 1412 рік, з давньою історією, особливо Греції та Риму, присвятивши їм в 1855 році величезне есе французькою мовою. Особливою любов'ю принцеси були п'єси Шекспіра, завдяки яким Олександра протягом усього життя відвідувала театр. Старші діти часто відвідували Королівський палац Крістіансборг, де данські монархи протягом століть збирали твори мистецтва; був створений музей природної історії, а також зібрана бібліотека, що налічує 400 000 томів. Під заступництвом Фредеріка VII королівські збори поповнилися роботами відомого скульптора Бертеля Торвальдсена, твори якого подобалися Олександрі. Разом з матір'ю і молодшими дітьми любила висаджувати квіти; пізніше, вже будучи принцесою Уельською, вона займалася облаштуванням садів навколо Сандрінгемського палацу.
У супроводі бутька Олександра часто робила прогулянки верхи на конях і під його керівництвом разом з іншими дітьми займалася гімнастикою. Незважаючи на скромні доходи, сім'я щороку здійснювала поїздку до палацу Рунпенхайм біля Франкфурта, де влітку збиралися родичі Гессен-Кассельського дому. Принцеса пройшла обряд конфірмації, до якої її готував пастор Пауллі, у палаці Крістіансборг 20 жовтня 1860 року, на якому, на превелике невдоволення батьків Олександри, була присутня дружина короля графиня Даннер. Разом із нею обряд пройшов її старший брат Фредерік. Вперше Олександра приїхала до Лондона в дитинстві разом із матір'ю на запрошення герцогині Кембриджської. Все життя Олександра була побожною людиною, а після переїзду до Великої Британії стала послідовницею Високої церкви.

## Шлюб

### Вибір нареченої

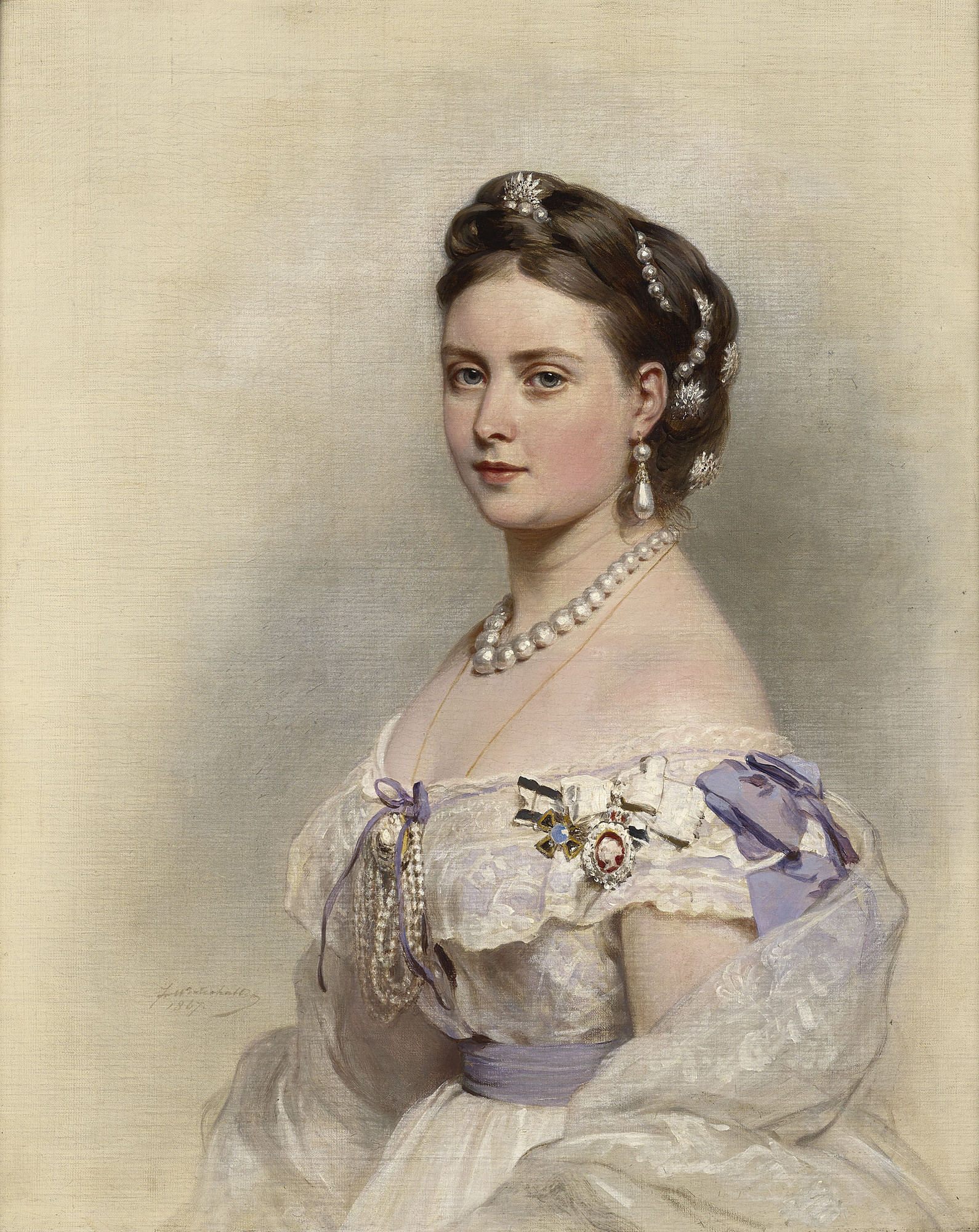
Кронпринцеса Вікторія Прусська. Франц Ксавер Вінтерхальтер, 1867 рік, Королівська колекція, Лондон

З кінця 1859 року, коли старшому синові королеви Вікторії та її чоловіка принца Альберта, принцу Уельському Альберту Едуарду, відомому в сім'ї як Берті, минуло 18 років, батьки стали шукати йому поважну дружину. Британська королева попросила свою дочку, кронпринцесу Прусську Вікторію, підібрати потрібних німецьких принцес. Вікторія писала, що дружина її старшого сина повинна «добре виглядати, бути здоровою, освіченою, мати добру вдачу». Кронпринцеса разом зі своєю фрейліною графинею Вальпургою Гогенсаль підібрали кілька кандидаток, які, за повідомленням лондонських газет, «відповідали становищу, були протестантками і були молодшими за принца Вельського»: Марія Нідерландська, Єлизавета Відська, Анна Гессен-Дармштадтська, Александріна Прусська, Марія Саксен-Альтенбурзька та принцеса Олександра. Ще однією претенденткою на руку спадкоємця Британської імперії могла б стати німецька принцеса Марія Гогенцоллерн-Зігмарінген, що славилася своєю красою, з католицької гілки династії Гогенцоллернів, але цей шлюб був неможливий через сповідання молодими людьми різних релігій.
Спочатку данську принцесу королева Вікторія навіть не розглядала через Шлезвіг-Гольштейнське питання, де більшість членів британської королівської родини були на боці Пруссії. Королева писала, що «родина Олександри з боку матері жахлива, а з боку батька — дурна». Ще в 1837 році, коли королева Вікторія тільки посіла британський престол, принц Крістіан їздив до Лондона, щоб привітати її від імені данського короля; 1838 року він знову представляв Данію на коронації Вікторії. Данська сторона розраховувала на шлюб нової королеви з Крістіаном, але Вікторія вибрала в чоловіки свого кузена Альберта. Першою, хто звернув увагу на юну данську принцесу, була Воллі Гогенсаль. У жовтні 1860 року вона стала дружиною Августа Педжета, британського міністра, який проходив службу в Копенгагені. Від нього вона дізналася про Олександру. Після особистої з нею зустрічі вона писала в Берлін: "Я була зачарована, коли вона увійшла до кімнати, бо побачила всю доброту і привабливість, що виходить від неї. Вона ніби напіврозпуклий бутон троянди … ". Під час обіду у Віндзорському замку Воллі розповіла про неї принцу Уельському. Після цього кронпринцеса Пруссії почала збирати інформацію про дочку принца Крістіана. 7 грудня вона написала матері листа, повідомляючи про Олександру:

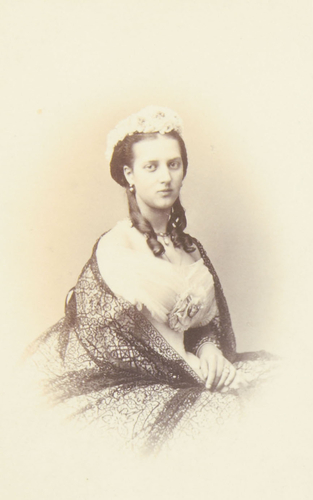
Олександра Данська у 1860 році

Надсилаю Вам світлину чарівної доньки принца Крістіана. Я бачила кількох людей, які бачили її останнім часом — і які так описують її красу, її чарівність, її привітність, її відверту природну манеру поведінки і багато інших чудових якостей. Я вважала за потрібне розповісти вам про все це в інтересах Берті, хоча я, як прус, не можу бажати, щоб Берті коли-небудь одружився з нею. Я знаю її доглядальницю, яка каже мені, що вона міцна здоров'ям і ніколи нічим не хворіла… Мушу сказати, що на фотографії я вважаю її чарівною і саме тим стилем, яким захоплюється Берті, але повторюю, що союз з Данією був би для нас там нещастям.Оригінальний текст (англ.)
I send you now a photograph of Prince Christian's lovely daughter. I have seen several people who have seen her of late — and who give such accounts of her beauty, her charm, her amiability, her frank natural manner and many excellent qualities. I thought it right to tell you all this in Bertie's interest, though I as Prussian cannot wish Bertie should ever marry her. I know her nurse who tells me she is strong in health and has never aliled anything… I must say on the photograph I think her lovely and just the style Bertie admires, but I repeat that an alliance with Denmark would be a misfortune for us there.

У результаті, довірившись хорошим рекомендаціям своєї дочки, британська королева та її чоловік зробили вибір на користь дочки принца Крістіана, назвавши кандидатуру принцеси «єдиною, яку ми обираємо». Ще однією причиною вибору Вікторією принцеси Олександри історики називають дружні зв'язки між сім'ями принца Крістіана та Августи Гессен-Кассельської, до якої Вікторія відчувала повагу та прихильність. Крім британського королівського двору, принцесу Олександру розглядали як бажану дружину престолонаслідника королева Нідерландів Софія Вюртембергська і російський імператор Олександр II. Шлюб спадкоємця британської корони не підтримували близький друг принца Альберта барон Стокмар і його брат Ернст II, герцог Саксен-Кобург-Готський, а також невістка прусської кронпринцеси Луїза, переконана в тому, що Крістіан зловживає алкоголем, а його дружина. Адельгейда Марія, герцогиня Нассауська, що припадала рідною племінницею Луїзі Гессен-Кассельській, через баденського політика Франца фон Роггенбаха, поширювала чутки, що її тітка народила дитину поза шлюбом, а сама Олександра заводить романи з офіцерами, один з яких, зрештою, був змушений піти у відставку.

### Перша зустріч з принцом Уельським і заручини

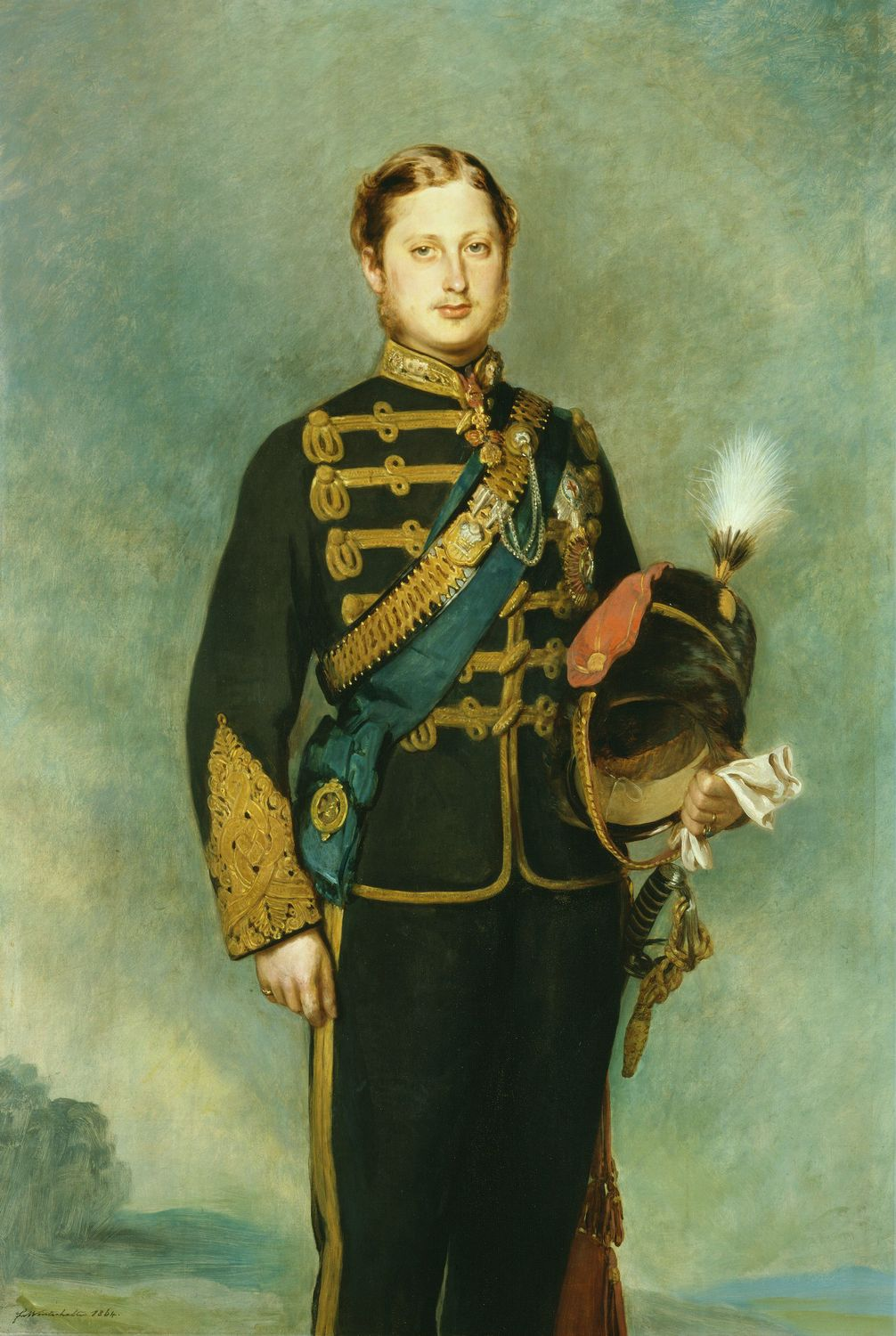
Принц Вельський у віці 22 роки. Франц Ксавер Вінтерхальтер, 1864 рік, Королівська колекція, Лондон

29 травня 1860 року дочка королеви Вікторії разом зі своїм чоловіком вперше зустрілися з данською принцесою в місті Нойштреліце за посередництвом Августи Кембриджської. Кронпринцеса писала батькам в Лондон: «Я ніколи не бачила милішого створення ніж принцеса Олександра; вона чарівна!». Єдине, що турбувало Вікторію прусську, був шрам на шиї Олександри, який та ретельно приховувала від громадськості. Вікторія припускала, що Данська принцеса могла бути хвора на золотуху. Кронпринцеса, через лікарів, прийшла до висновку, що Олександра нічим не хвора, а шрам став наслідком операції на гландах, перенесеної за рік до цього. Принц Альберт вислав листи дочки з фотографіями Олександри синові, який жив в спеціально орендованому для нього садибному будинку Медінгл-Голі при Кембриджському університеті, де принц здобував освіту. Детально ознайомившись з ними, Берті передав подяки родичам і попросив час обміркувати пропозицію. «Судження про принцесу настільки хороші, що додати мені нічого; я повинен переконається в цьому сам…». Особистий ад'ютант Принца Вельського генерал Роберт Брюс, якому Берті показував листи і фотографії Олександри, передав принцу Альберту: «було очевидно, що принц висловлює величезне зацікавлення в цьому питанні, більше того, я ніколи не бачив такої його заклопотаності щодо майбутнього і захопленості, яке він відчуває від ваших листів». 24 вересня 1861 року Прусська Вікторія представила свого брата данській принцесі в німецькому місті Шпаєре. Берті знайшов 16-річну принцесу «чарівною і дуже милою» і сказав, що перед тим, як він зробить остаточний вибір, вона повинна відвідати Англію. Матері він повідомляв, що «зустрівся з цією дівчиною, про яку я стільки чув і відверто можу сказати, що вона прекрасна і чарівна; швидше хочу бачити Вас і поділитися враженнями про неї». 1 жовтня королева Вікторія направила звіт дочки в Пруссію: «Берті вона сподобалася, але що до любові…сумніваюся, що він взагалі може любити або хоча б бути по-справжньому захопленим хоча б чимось. Він боязкий, але ризикнув сказати, що ми повинні почути думку Аліси, якій він, поза всяким сумнівом, довіряє більше всіх». Симпатії до Олександри відчував і молодший брат Берті принц Альфред. Їхня мати вирішила, що якщо принц Уельський відмовиться одружитися з нею, то його брат зможе заручитися з Олександрою протягом трьох наступних років.

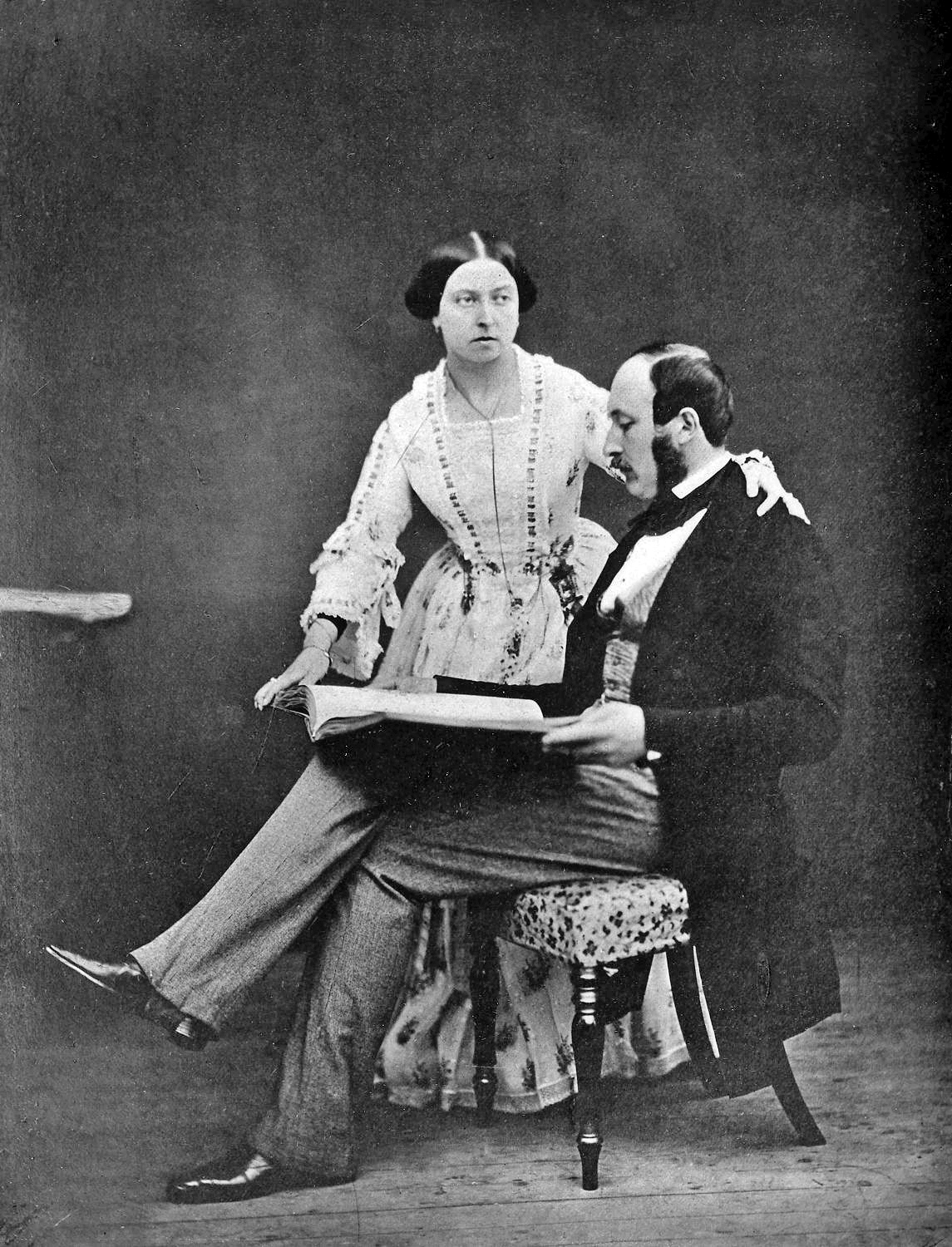
Фотографія королеви Вікторії та принца Альберта. Роджер Фентон, 1854

7 жовтня принц Альберт повідомив сина, що той має скоріше ухвалити рішення щодо шлюбу з данською принцесою. Батьки принца Уельського наполягали на новій зустрічі Берті та Олександри, з чим були згодні й батьки дівчини. При цьому, у разі оголошення заручин, шлюб міг бути укладений протягом наступних двох років, або переговори з данською стороною повинні бути припинені негайно. 9 листопада стало відомо про роман спадкоємця з ірландською актрисою Неллі Клифден. Королева та принц Альберт були шоковані непристойною поведінкою сина та побоювалися за його репутацію. На той час Альберт був тяжко хворий, але 25 листопада вирушив до Кембриджу, щоб побачити сина та обговорити скандал. Наступного дня він повернувся до Лондона. На початку грудня йому поставили діагноз черевний тиф. Принц Альберт помер 14 грудня 1861 року. Королева звинувачувала у смерті чоловіка принца Вельського, зв'язок якого з актрисою, на думку Вікторії, остаточно підірвав здоров'я Альберта. Королівський двір поринув у жалобу і переговори про шлюб були припинені.
На початку 1862 року Вікторія Прусська повідомляла матері Олександри, що після смерті принца Альберта плани щодо шлюбу залишилися незмінні і королева сподівається зустрітися з принцесою незабаром. 2 березня кронпринцеса отримала звістку від лорда Палмерстона, що російський імператор Олександр II дуже хотів би, що б Алікс стала дружиною його старшого сина Миколи. Про це вона повідомила братові, який відповів їй 24 березня з Каїра: «я лише сподіваюся, що незабаром зможу знову поговорити з нею і все вирішиться благополучно адже буде жахливо, якщо росіяни отримають такий прекрасний подарунок». 1 вересня 1862 року королева прибула до свого дядька Леопольда I у Королівський палац Лакен, де вона особисто зустрілася з принцесою та її батьками і була приємно здивована її красою та бездоганною поведінкою. Королева подарувала молодій дівчині гілку білого вересу, зірвану принцом Альбертом у Балморалі і сказала, що сподівається, це принесе їй щастя. 4 вересня королева поїхала в замок Рейнхардсбрунн у місті Фрідріхрода. 7 числа в Лакен прибув принц Уельський. Попередньо Едуард попросив дозволу на шлюб з Олександрою як у Крістіана, так і у Луїзи, і отримав від обох згоду. 9 вересня він зробив пропозицію Олександрі і негайно послав звістку королеві: «я запитав, наскільки вам дорога Ваша країна, і не хотіли б ви одного разу побувати в Англії і на скільки довго, на що вона відповіла ствердно; Я так сподівався, що вона залишиться зі мною назавжди і нарешті я запропонував їй свою руку і серце і негайно отримав відповідь Так!; але я тут же запропонував їй обміркувати все гарненько. Вона відповіла, що все давно вирішено. Далі я запитав, чи подобаюся я вам — вона відповіла Так — я поцілував їй руку, а вона мене; ми говорили і говорили, і я не зміг не згадати, що ви прийміть її і будете любити як рідну дочку, зробивши найщасливішою. Хоча, мабуть, вона знайде новий будинок сумним після нашої величезної втрати…». Вже будучи королевою-вдовою, Олександра описувала в листі онуку герцогу Йоркському цей момент життя: «ми гуляли з ним по чарівному саду разом з моєю матір'ю і майбутньою королевою бельгійців, коли раптово він зробив мені пропозицію! Моєму здивуванню не було меж і я погодилася з найбільшою радістю!».
У листопаді вона приїхала до Лондона разом із батьком, де королева змогла ближче познайомитися з нею. Вікторії Олександра сподобалася, і вона повідомляла дочці в Пруссію: «Як би любив її дорогоцінний Альберт. Вона така хороша, така скромна, природна». У цей період наречена принца посилено займалася англійською мовою, багато малювала та читала привезені із собою книги. Через свої дії в організації шлюбу між спадкоємцем британської корони та данською принцесою репутація старшої дочки британського монарха у Пруссії сильно постраждала. Разом з чоловіком і в компанії принца Уельського вони вирішили відправитися в круїз Середземним морем, поки не вляжеться невдоволення при німецькому королівському дворі. 15 січня 1863 року в Копенгагені було підписано шлюбний договір. Через кілька місяців Олександра знову виїхала до Великої Британії на борту королівської яхти HMY Victoria and Albert II. 7 березня 1863 року вона прибула до прибережного міста Грейвзенд у графстві Кент у супроводі свого брата Вільгельма.

### Весілля

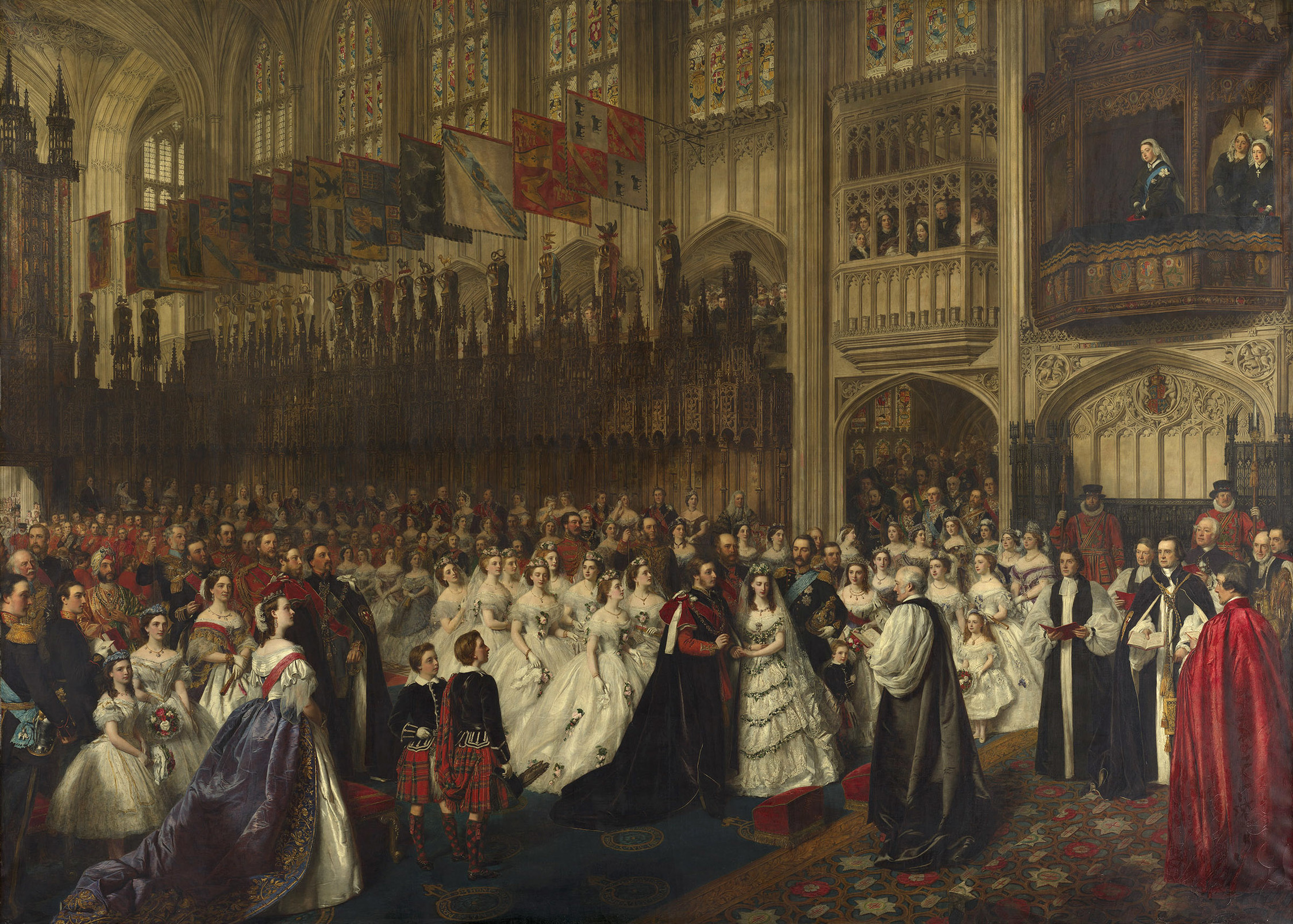
Весілля принца Вельського та Олександри Данської на картині Вільяма Пауелла Фрайта, 1865 рік

Перед весіллям Олександра з нареченим і його матір'ю відвідали Королівський мавзолей на кладовищі Фрогмор, де покоїться принц Альберт. Біля могили чоловіка королева вимовила: «він дає вам своє благословення». 10 березня 1863 року в каплиці Святого Георгія Віндзорського замку, яка до цього була більше знана як місце поховання британських монархів, під керівництвом архієпископа Кентерберійського Чарльза Томаса Лонглі пройшла весільна церемонія. Вибір місця проведення церемонії широко критикувався в суспільстві. Весілля проходило в передмісті Лондона, куди більшість простих глядачів не змогли потрапити. Багато запрошених гостей скаржилися на занадто довгу дорогу. З боку нареченої були запрошені лише найближчі родичі: батьки, брати і сестри, герцог Карл Глюксбурзький (дядько нареченої). Тоді королівський двір ще був у жалобі за нещодавно померлим принцом Альбертом. Всі жінки на весіллі були в сірих, бузкових або лілових сукнях, а сама королева спостерігала за церемонією вінчання з еркер Катерини Арагонської, розташованого над вівтарем і не брала участі у весільному обіді в холі Святого Георга. Серед гостей, які були присутні на церемонії, були відомі письменники Альфред Теннісон, Чарльз Діккенс і Вільям Теккерей, а також магараджа Даліп Сінґх, герцогиня Брабантська, граф Фландрії, князь Лейнінгенський, принц Едвард Саксен-Веймарський, герцог і герцогиня Саксен-Кобург-готська.

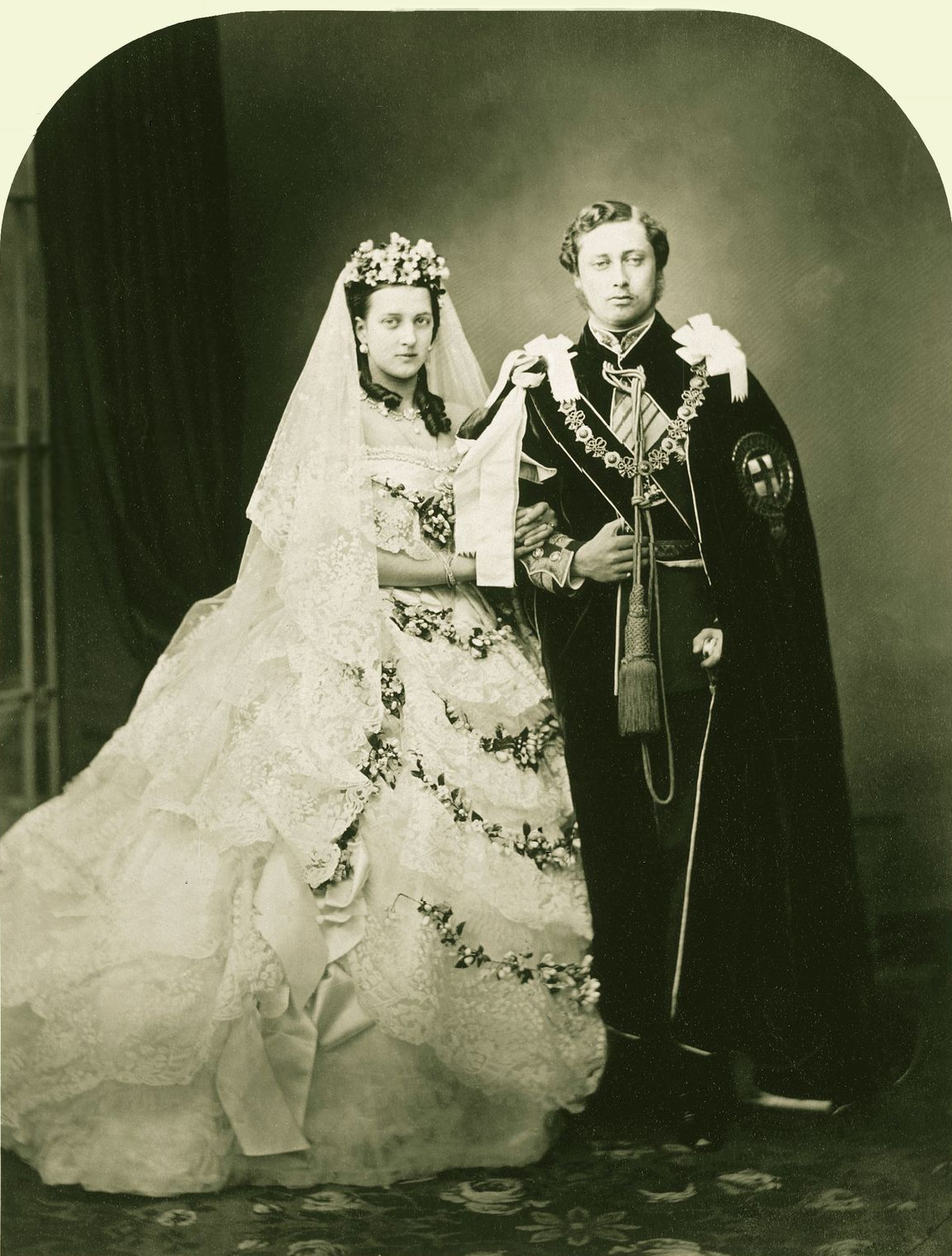
Весільна фотографія Олександри та Альберта Едуарда

Обручка для нареченої складалася з шести каменів. Перші літери в назвах дорогоцінного каміння, записані в ряд, утворювали ім'я Берті. Спочатку було вирішено, що весільне плаття буде зшите з подарунка короля Леопольда I, спеціально привезеного бельгійського мережива, однак в останній момент з патріотичних міркувань вбрання виготовили з англійських тканин. Олександра була одягнена у білу атласну сукню та пишні спідниці, які підтримував кринолін. Шлейф був зроблений із срібного муару. Сукня була вкрита мереживом у чотири яруси, з якого також була зроблена і фата. До вівтаря її вів батько і герцог Кембриджський, а подружками нареченої виступили вісім представниць англійських аристократичних родин. Усі вони після урочистостей отримали на згадку медальйони, прикрашені коралами та діамантами, які уособлювали червоне та біле — кольори прапора Данії. На весіллі звучала музика, яку колись написав принц Альберт і зі слів леді Геральдін Сомерсет «музика засмутила всю родину, особливо принцес і королеву, яка плакала захлинаючись». На весіллі співала відома шведська оперна співачка Енні Лінд.

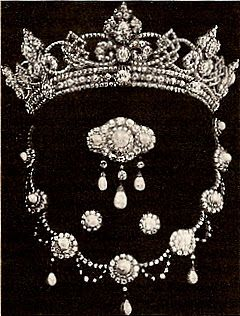
Весільний подарунок принца Вельського своїй дружині: тіара, кольє, сережки і брошка

Олександра писала про свій шлюб кронпринцесі Прусській: «Ти, напевно, думаєш, що я хочу стати дружиною твого брата тільки через становище, але, навіть якби він був пастухом, я полюбила б його так само і не проміняла ні на кого іншого». Свій медовий місяць подружжя провело в Осборн-гаусі на острові Вайт, де отримали привітання від студентів Ітонського коледжу, включаючи Рендольфа Черчилля. Весільним подарунком королеви став Сандрінгемський палац, що коштує 220 000 фунтів стерлінгів. Альберт Едуард подарував своїй дружині діамантові тіару, кольє, брошку та сережки; від королеви Вікторії вона отримала намисто, що складається з опалів та діамантів; король Данії подарував Олександрі усипаний діамантами золотий хрест, який був копією хреста королеви Дагмар Богемської, дружини данського монарха Вальдемара II. Подружки нареченої піднесли молодій принцесі браслет з діамантів і кольорової емалі, що складається з восьми медальйонів, де містилися маленькі фотографії кожної з них. Як посаг для нареченої мешканці Данії зібрали близько 100 000 крон.

### Перші роки шлюбу

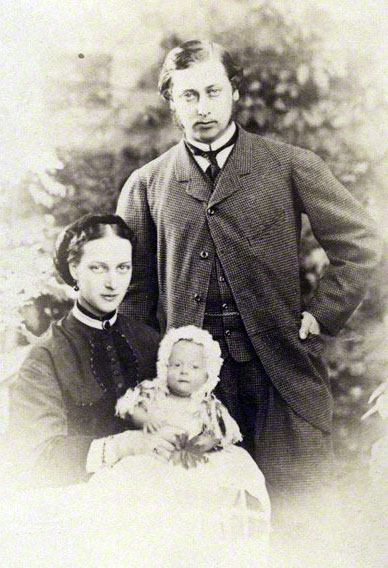
Принц і принцеса Вельські з первістком Альбертом Віктором

До кінця року батько Олександри успадкував данський престол, брат Георг став королем Греції, а молодша сестра Дагмар була заручена зі спадкоємцем російського престолу, цесаревичем Миколою Олександровичем. Король Данії продовжував боротися з Австрією та Пруссією за Шлезвіг-Гольштейн. Німецькі війська вторглися на територію герцогства і захопили владу, зменшивши цим територію Данського королівства на дві п'ятих. На превелике обурення королеви Вікторії та її дочки Вікторії Прусської, Олександра та Альберт Едуард опинилися на данському боці. Нелюбов до німців, яку відчували батьки Олександри і вона сама, збереглася в неї до кінця життя. Незважаючи на антинімецькі погляди, данська принцеса була близькою подругою Вікторії Прусською протягом майже 40 років, до смерті останньої у серпні 1901 року від раку. Аж до кінця правління королеви Вікторії 14 грудня подружжя проводило у Віндзорському замку кожну річницю смерті принца Альберта.
На початку 1864 народився первісток подружжя, Альберт Віктор Крістіан Едвард. Він народився на два місяці раніше терміну. Свої перші імена хлопчик отримав на честь померлого діда принца-консорта та королеви Вікторії, яка не вважала за потрібне порадитися з невісткою у виборі імен. Загалом у шлюбі Олександра народила шістьох дітей. Вважається, що всі діти подружжя було народжено раніше терміну. Біограф Річард Г'ю пише, що Олександра спеціально вводила в оману свою свекруху про дату народження дитини, щоб та не змогла бути при пологах. Місіс Блекберн, яка служила медсестрою в королівській сім'ї, писала, що «вона [Олександра] була сповнена радості, коли діти вбігали до дитячої; вона одягала фланелевий фартух і сама їх купала, а потім спостерігала як вони спали в їхніх маленьких ліжках». Під час виношування третьої дитини принцеса Уельська почала страждати від ревматоїдних болів, внаслідок чого у неї розвинулась кульгавість.
На людях дружина спадкоємця поводилася гідно і вміла справити усім хороше враження; вдома була ласкава до рідних, мала почуття гумору. Вона вільно володіла англійською мовою, але говорила нею з сильним данським акцентом. Олександра любила танці, катання на ковзанах та драйвінг. На велике невдоволення королеви Вікторії вона часто їздила на конях, що, на думку королеви, могло перешкоджати дітонародженню.

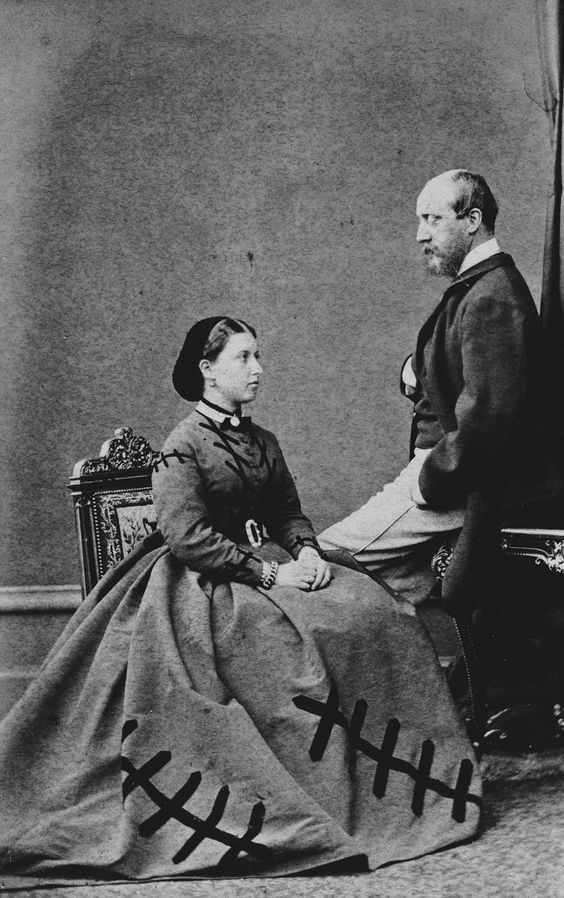
Єлена разом із чоловіком принцом Крістіаном Шлезвіг-Гольштейнським

У Вікторії та її невістки періодично виникали сварки через позицію принцеси щодо Пруссії. Олександра категорично не підтримувала шлюб принцеси Єлени, молодшої сестри Берті, і німецького принца Крістіана Шлезвіг-Гольштейнського, члена Августенбурзького роду, який претендував на герцогський престол Шлезвіг-Гольштейна. Дізнавшись про заручини, вона вигукнула: «Герцогства належать Папі». Олександра знайшла підтримку у чоловіка, його брата Альфреда та їх сестри Аліси, яка відкрито звинуватила матір у тому, що вона готова пожертвувати щастям дочки заради власної вигоди. Після оголошення про заручини відносини між Єленою і принцесою Уельською залишалися напруженими, оскільки Олександра була не готова прийняти Крістіана, який також був їй троюрідним братом (їх спільним предком був король Данії Фредерік V), ні як кузена, ні як зятя. Цей шлюб посварив Олександру не тільки з Єленою: королева не змогла вибачити принцесі звинувачення у егоїзмі; вона писала про Уельських: «Берті — найласкавіший і добрий, але це не означає, що Алікс має бути такою самою. Пройде багато часу, якщо такий момент взагалі настане, перш ніж вона зможе повернути мою довіру до неї».

### Закордонне турне
Осінь 1864 року королівське подружжя провело з офіційним візитом країнами Скандинавського півострова. 8 червня 1865 Олександра народила другого сина принца Георга Фрідріха Ернста Альберта, майбутнього короля Георга V, який з'явився на світ на місяць раніше терміну. У лютому 1867 вона народила третю дитину, принцесу Луїзу. Подружжя здійснило поїздку до Ірландії у квітні 1868 року. Олександра тільки відійшла від перенесених пологів і почала знову ходити без допомоги милиць, але вже була вагітна четвертою дитиною, яку народила влітку 1868 року.
Королівське подружжя провело шість місяців у закордонній поїздці з осені 1868 по весну 1869 року. Спочатку вони вирушили в Комп'ень, де кілька днів провели у товаристві імператора Наполеона III та його дружини Євгенії де Монтіхо. Потім поїхали до Парижа, який Олександра відвідала вперше і залишилася в захваті від міста. На Різдво подружжя приїхало до Данії, де провели свята з батьками принцеси і трьома дітьми, які приїхали з Англії. Далі родина попрямувала до Гамбурга, звідки діти повернулися до Британії. Принц і принцеса Уельські поїхали до Берліна, де Олександра вперше зустрілася з Бісмарком, королем та королевою Пруссії. Зі столиці німецької держави подружжя поїхало до Відня, де їх приймав імператор Франц Йосиф з дружиною. Вони відвідували бали, де їм були представлені практично всі члени родини Габсбургів, їздили в оперу, а принцеса Уельська разом з імператрицею робила кінні прогулянки.
На одному з кораблів британського флоту подружжя прибуло до єгипетської Олександрії і пливло вгору за течією Нілу до Луксора, де відвідали цукрову фабрику, школу і скельний некрополь Бені-Хасан. У Фівах принцесі з чоловіком показували Колосси Мемнона та Карнакський храм. Тут принцеса Уельська взяла під своє заступництво нубійського сироту. Після повернення в Англію він був хрещений, а його хрещеними стали принц із принцесою. Досягши міста Ваді-Хальфа, корабель вирушив назад до Каїра. У листі до матері Альберт Едуард повідомляв, що «Алікс вразили піраміди, але розчарував Сфінкс».
Через Суецький канал вони вирушили до Стамбула, де інкогніто робили покупки на базарах під ім'ям містера і місіс Вільямс. У Туреччині принцеса Уельська стала першою жінкою, якій під час вечері було дозволено сидіти поряд із султаном. Він подарував принцесі свій портрет та коштовності на суму близько 80 000 фунтів. Зі Стамбула подружжя приїхало до Криму, де оглянули місця воєнних дій під час кримської війни та військовий цвинтар. Після поїхали до Греції до брата Олександри короля Георга I, де познайомилися з його дружиною Ольгою Костянтинівною та їх першим сином Костянтином. Через в середині травня 1869 року Париж подружжя повернулося до Лондона.

### Принцеса Вельська

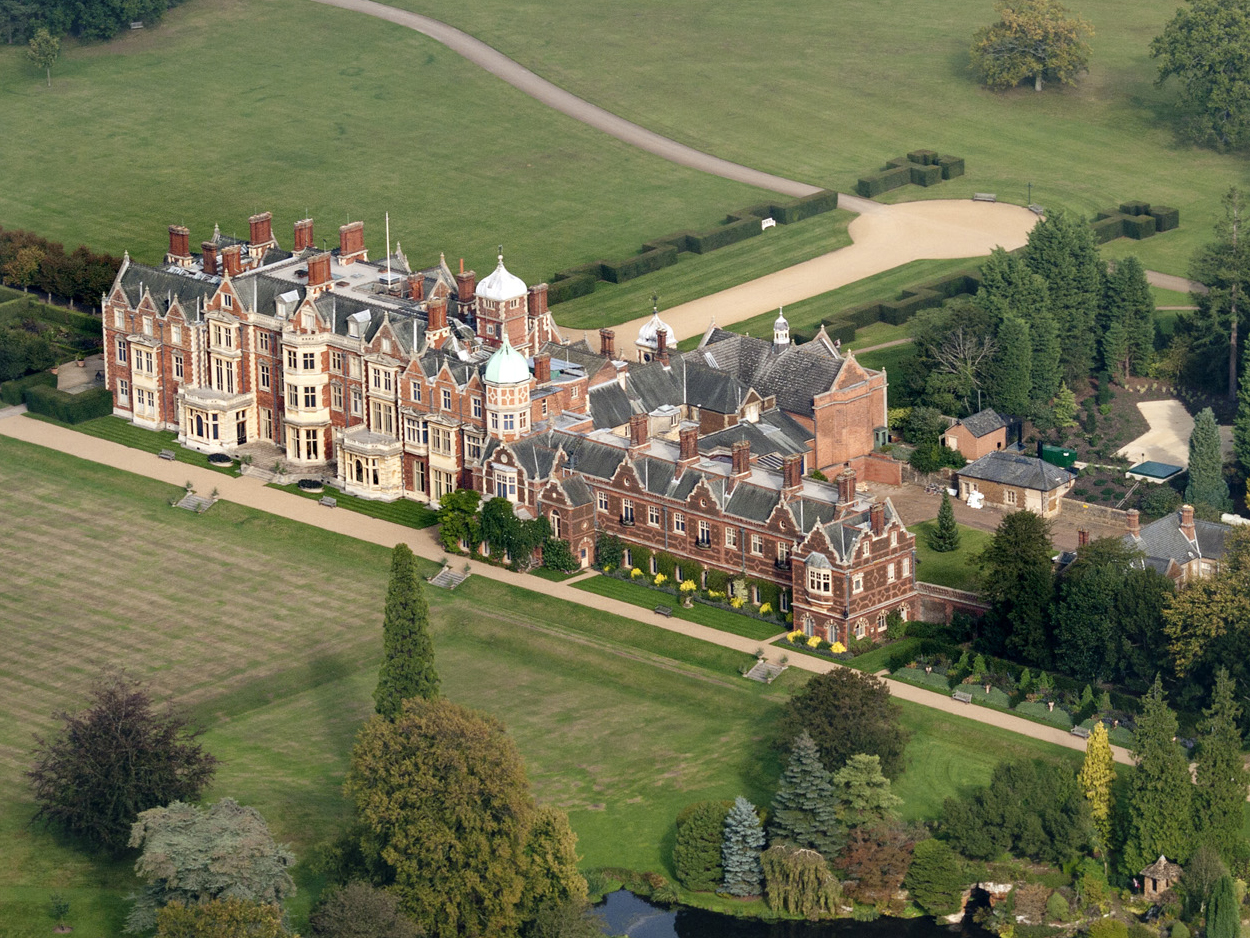
«Дорогий старий Сандрінгем — місце, яке я люблю більше за всі інші» — писав про палац син Олександри, король Георг V. Світлина 2011 року.

Для Олександри та її дружина Сандрінгемський палац був улюбленою резиденцією; у Лондоні вони проживали в Мальборо-гаусі. Багато біографів сходяться на думці, що шлюб данської принцеси та англійського спадкоємця престолу був щасливим, підтвердженнями чого служать шість вагітностей і інтенсивне листування з чоловіком протягом багатьох років. Однак біографи пишуть, що Альберт Едуард не приділяв достатньо часу Олександрі і згодом їхні стосунки стали прохолодними. 1871 року у нього з'явилися напади черевного тифу (причина смерті принца Альберта) та Олександра разом із сестрою Берті Алісою його доглядали. Це сильно зблизило Алікс з чоловіком, а також з королевою.
Принц був розкритикований громадськістю, не висловлюючи підтримку своїй дружині під час нападів ревматизму. Протягом усього їхнього шлюбу Альберт Едуард мав безліч коханок, серед яких актриси Ліллі Ленгрі і Сара Бернар, Дейзі Гренвілл, Агнеса Кейзер. Останні 12 років життя Едуарда тривав його зв'язок зі світською левицею Алісою Кеппел. З усіх коханок чоловіка Олександра найбільш прихильно ставилася саме до Аліси. Останній фаворитці, з дозволу Олександри, було дозволено відвідати Едуарда на смертному ложі в 1910 року. Сама Олександра все життя була вірна чоловікові.

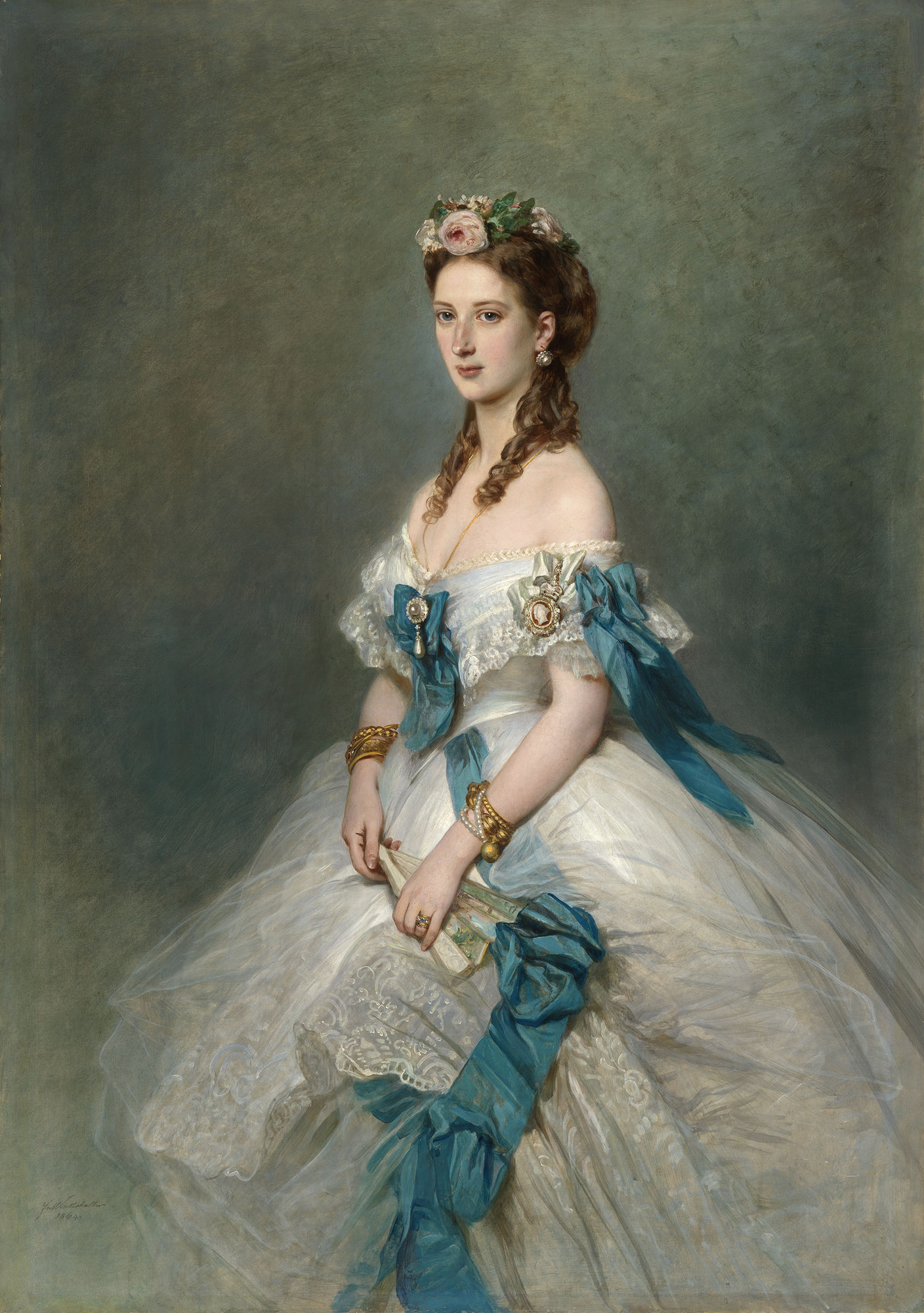
Олександра Данська. Франц Ксавер Вінтерхальтер, 1864 рік, Королівська колекція, Лондон

Олександра страждала від спадкового отосклерозу, який з роками зробив її практично глухою. Через хворобу вона все частіше проводила час в колі дітей, їздила до родичів в Данію і каталася на конях; все життя Олександра любила собак: мопсів, японських хінів і пекінесів; у їхньому палаці свого часу жив білий какаду. Переїхавши до Великої Британії, принцеса Уельська стала брати уроки у піаніста Чарльза Галле, а улюбленим її музичним жанром була опера. З початку 1870-х років вона стала великою любителькою фотографій, отримуючи уроки від відомого фотографа Фредеріка Ральфа. Деякі її роботи були представлені на виставці в 1897 році. Остання вагітність принцеси Уельської в 1871 році закінчилася народженням сина Олександра Джона, який помер наступного дня. Олександра просила королеву приховати смерть дитини від громадськості, але Вікторія наполягала на оголошенні офіційного жалоби при дворі. У пресі смерть дитини описали як "нещасний викидень " і «огидний маскарад». Немовля поховали в церкви Святої Марії Магдалини на території Сандрінгема, в повній таємниці, на відміну від його предків, яких ховали століттями в Віндзорському замку. В середині 1870-х років Олександра знову проявила свої антинімецькі настрої, спробувавши вплинути на рішення свого дівера Артура одружується з прусською принцесою Луїзою Маргаритою. Сама Алікс мала намір одружити Артура зі своєю молодшою сестрою Тірою.
Серед великої кількості слуг Сандрінгемського палацу Олександра особливо прив'язана до двох. Першим був офіцер Дайтон Пробін який вступив на службу до Альберта Едуарда в 1872 році. У особистих розмовах він називав принцесу «блаженною леді». Він був простий у спілкуванні і міг знайти мову з будь-ким. Іншою була леді Шарлотта Нолікс, призначена особистою секретаркою принцеси та її дамою опочивальні. З роками коло обов'язків Шарлотти збільшувалося і вона стала впливати на саму принцесу.
В 1873 принц і принцеса Уельські приймали у себе в Мальборо-гаусі цесаревича Олександра Олександровича з дружиною Марією Федорівною (сестрою Олександри) і старшими дітьми. Англійські та російські родичі відвідували театри, аристократичні бали, королівські резиденції та кілька разів були на прийомі у королеви Вікторії. Наступного року спадкове подружжя вирушило до Санкт-Петербурга, де молодший брат Берті Альфред одружився з єдиною дочкою імператора Олександра II великої князівні Марії. Протягом восьми місяців у 1875—76 роках принц Уельський перебував у подорожі Індією; Олександра, на її велике розчарування, залишилася вдома. Альберт Едуард у супроводі своїх друзів-аристократів проводив багато часу, займаючись полюванням, стріляниною та відвідуючи пам'яток. У тому ж році Олександра стала однією з хрещених батьків своєї племінниці Марії Единбурзької, у майбутньому королеви Румунії. Протягом багатьох років щоліта Олександра з чоловіком і дітьми їздила до Данії, де у Фредеріксборзі збиралися королівські родичі данських монархів з усієї Європи.

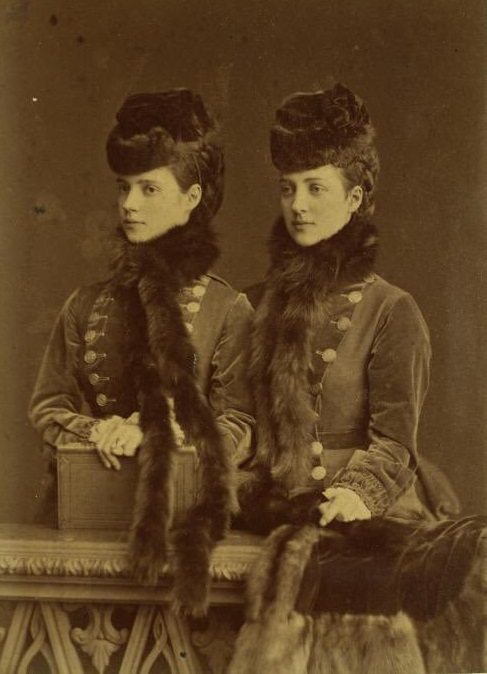
Олександра (праворуч) та її сестра, тоді ще цесарівна Марія Федорівна, 1875 рік

Весну 1877 року Олександра провела в Греції, куди поїхала на лікування і в гості до брата-короля. Під час Російсько-турецької війни принцеса Уельська підтримувала Росію і виступала за перегляд кордонів Османської імперії та Греції на користь останньої. Наступні три роки її сини, Альберт Віктор і Георг, провели в закордонній поїздці в усьому світі в рамках їх служби у військово-морському флоті і загальної освіти. Прощаючись з ними, Олександра безперервно ридала і протягом усієї їхньої подорожі відправляла листи. 14 грудня 1878 року в річницю смерті принца Альберта від дифтерії померла молодша сестра Берті Аліса, велика герцогиня Гессенська. Дізнавшись про це, Олександра сказала: «Якби я могла померти замість неї». Королева, розбита горем знову зблизилася зі своєю невісткою. 1881 року подружжя вирушили до Санкт-Петербурга, де представляли Британський королівський двір на похоронах імператора Олександра II. Незабаром Берті був змушений повернутися до Англії; його дружина пробула в Росії ще кілька тижнів. За розпорядженням королеви Вікторії принц Уельський від її імені провів процедуру прийняття в Орден Підв'язки нового імператора. 1883 року вони були присутні на коронації імператора Олександра III та імператриці Марії Федорівни. Перебуваючи в Росії, Олександра проводила весь свій час разом з сестрою. 1888 року принци Уельські разом з сином Георгом були присутні на похоронах імператора Фрідріха III, чоловіка старшої сестри Берті Вікторії, який поправив 99 днів і померлого від раку горла. Олександра надавала підтримку вдові імператора, про яку писала: «її життя стало самотнім і нестерпним, всі її плани і прагнення розбиті і не залишилося нічого, крім спогадів про минуле».
У тому ж році подружжя відсвяткувало 25-ту річницю весілля. Олександрі на честь ювілею від 365 дружин перів Великої Британії було подаровано тіару в популярному тоді серед королівських та аристократичних прізвищ стилі російського кокошника. Зараз тіара знаходиться у Королівській колекції і її часто носила Єлизавета II.
Як дружина англійського спадкоємця трону, принцеса Уельська виконувала безліч громадських обов'язків. За словами королеви Вікторії: «Олександра взяла на себе суспільні справи, позбавивши мене напруги та втоми. Вона відкривала базари, відвідувала концерти та лікарні замість мене… вона ніколи не скаржиться, навпаки, намагається довести, що це приносить їй задоволення, але для мене є надто стомлююче заняття». Публіка завжди вітала королівське подружжя. Одного разу, під час візиту до Ірландії в місті Корк, пара зустрілася з незадоволеним натовпом, який складався здебільшого з ірландських націоналістів. Присутні освистали високих гостей, розмахували ціпками та чорними прапорами. Олександра, як писали британські газети, незважаючи на розлючений натовп, була привітна і усміхнена, а людей, що зібралися, схарактеризувала як «ентузіастів». В рамках того ж ірландського візиту Олександра здобула докторський ступінь Трініті-коледжу в Дубліні. Особливе занепокоєння вона виявляла у питаннях Королівської лікарні, яку регулярно відвідувала. Там майбутня королева особисто познайомилася з Джозефом Мерріком, відомим як «Людина-слон» через жахливі деформації тіла.
Смерть старшого сина в 1892 році стала великим ударом для принцеси Уельської. Кімнати, де проживав принц, його особисті речі і портрети після смерті власника, за розпорядженням матері, залишилися в незайманому вигляді, подібно до того, як було зроблено королевою Вікторією після смерті принца Альберта в 1861 році. З приводу смерті старшого сина Олександра сказала: «Я поховала мого ангела, а разом з ним і своє щастя». Збережені листи між матір'ю і дітьми свідчать про тісні стосунки. 1894 року в Лівадії помер імператор Олександр III. Племінник Олександри, Микола Олександрович, став новим царем. Олександра вирушила до Росії на два з половиною місяці, де цілком підтримувала рідну сестру, важко переживала смерть чоловіка. Разом зі своїм чоловіком, батько, брат та іншими родичами відвідала похорон імператора в Санкт-Петербурзі, а також весілля нового імператора з принцесою Алісою Гессенської, яка прийняла православне ім'я Олександра Федорівна. Березень і квітень 1896 року вона провела на Лазурному березі в компанії своїх дочок, Вікторії і недавно одружилася Мод, сестри Марії Федорівни і племінників, великих князів Георгія і Михайла. До цього часу всі діти королівської пари, крім принцеси Вікторії, відомої в родині як торія, уклали шлюбні союзи. Історики сходяться на думці, що Олександра придушувала бажання дочки одружитися і тим самим віддалитися від матері. В результаті молода принцеса не вступила в шлюб, перебуваючи поруч з матір'ю до її смерті. У Олександри завжди був під рукою дзвінок, за яким вона викликала дочку до себе. Велика княжна Ольга, кузина принцеси торії, писала про неї як про «нещасну, але віддану служницю». 1898 року померла Данська королева Луїза, мати Олександри. 15 жовтня в присутності численних родичів вона була похована в Роскілльському соборі.
Титул принцеси Уельської Олександра носила довше, ніж будь-хто до неї і після.

## Роки правління

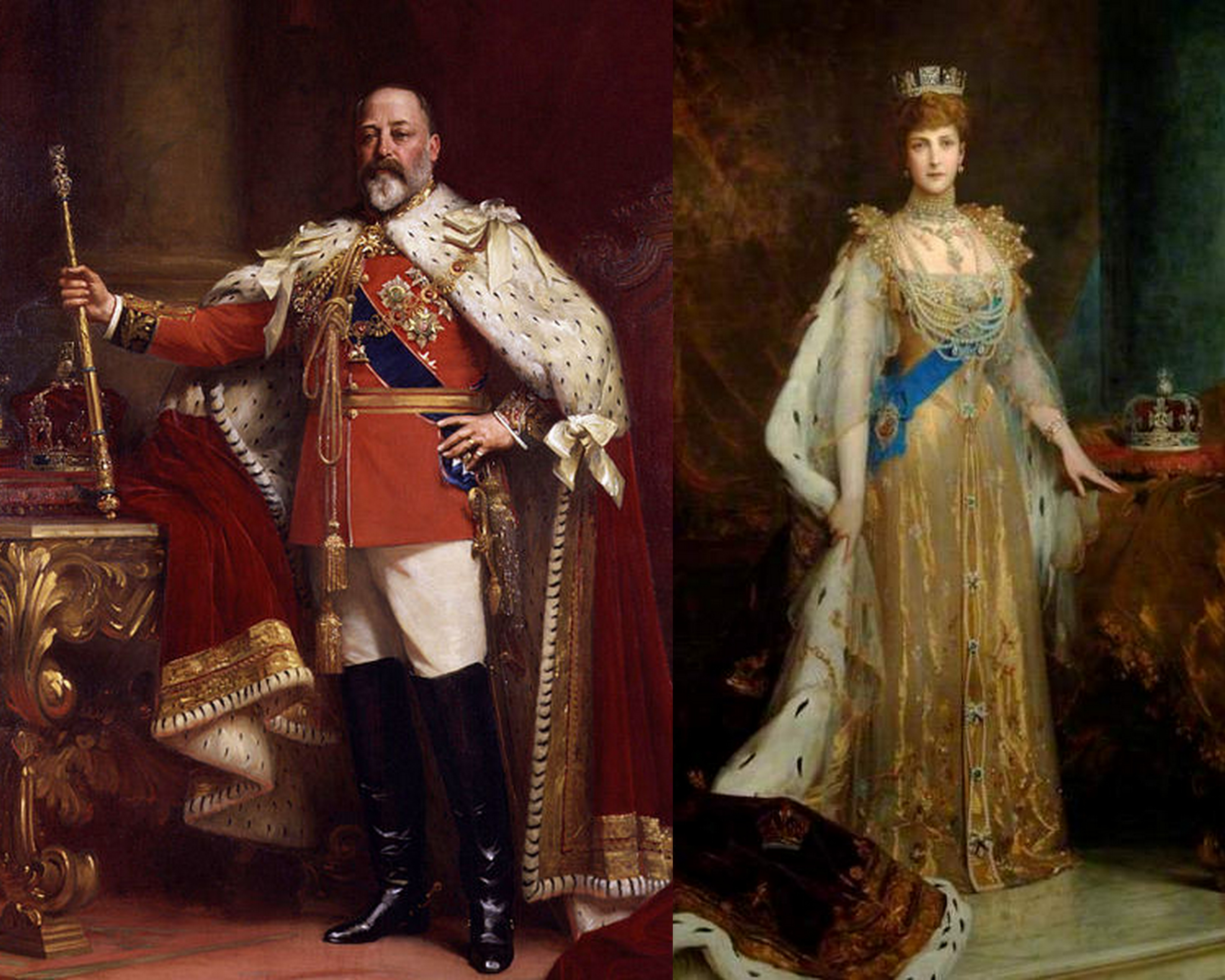
Едуард VII та Олександра в день коронації. Люк Філдс, 1905 рік, Королівська колекція, Лондон

22 січня 1901 року королева Вікторія померла; Олександра була при цьому, стоячи на колінах і тримаючи свекруху за руку. Альберт Едуард, який прийняв тронне ім'я Едуард VII, та Олександра стали британськими монархами. У тому ж році нова королева стала першою з 1488 дамою Ордену Підв'язки. Через два місяці принц Георг, герцог Йоркський, і його дружина Вікторія Марія вирушили в поїздку імперією, залишивши своїх дітей під опікою короля і королеви. Олександра була хрещеною матір'ю кількох дітей Георга: майбутнього короля Едуарда VIII, Георга, герцога Кентського та принцеси Марії, а також свого правнука — Аластера Коннаутського. Після смерті королеви Вікторії новим монархам довелося залишити свої колишні резиденції, до яких була прив'язана Олександра, і в'їхати до Букінгемського палацу — офіційної резиденції британського короля. Після відкриття парламенту в середині лютого 1901 року нова королева вирушила до Німеччини, де провела кілька місяців, доглядаючи за вмираючою від раку імператрицею-вдовою Вікторією. Королева повернулася до Англії за три місяці до смерті невістки в серпні того ж року.
Церемонію коронації планували провести в червні 1902 після повернення герцога Йоркського з дружиною, проте було ухвалено рішення про її перенесення через апендицит, що розвинувся у Едуарда. Королева була присутня без чоловіка на військовому параді та на королівських стрибках в Аскоте. Королю було проведено успішну операцію під керівництвом хірурга Фредеріка Трівза і після його одужання подружжя було короноване 9 серпня 1902 року у Вестмінстерському абатстві Лондона. Нову корону, що включала відомий алмаз «Кохінур», поклав на голову Олександри архієпископ Йоркський Вільям Маклаган.
Нова королева отримувала по 60 000 фунтів стерлінгів на рік. Коло обов'язків Олександри після сходження на престол розширився; вона зберегла на посаді більшість своїх слуг і фрейлін. Восени 1903 року дружина англійського короля знову приїхала до Німеччини, де була присутня на весіллі свого племінника Андрія Грецького з Алісою Баттенберг. 10 грудня 1903 року, коли королева перебувала в Сандрінгемі, в кімнаті Шарлотти Нолліс, яка розташовувалася під особистими покоями Олександри, загорілася стельова балка. Леді Нолліс підняла в палаці тривогу і особисто вивела Олександру в безпечне місце, за що пізніше була нагороджена золотою медаллю. За словами Великої Герцогині Мекленбург-Стреліцької: «Ми повинні віддати належне Старій Шарлотті, адже саме вона врятувала королеві життя». 22-24 березня 1905 року королева в супроводі молодших дочок і зятя принца Карла Данського (майбутнього короля Норвегії) здійснила офіційний візит до Португалії у відповідь на торішній приїзд португальських монархів до Великої Британії. У перший день Олександра зустрілася з королевою Амелією і вдовуючою королевою Марією Пією. Наступного дня у супроводі принца Карла королева здійснила прогулянку центром міста без супроводу охорони. В останній день візиту вона відвідала місто Сінтру разом із зятем і обідала в товаристві королеви-вдови. У цьому ж році молодша дочка Олександри і Едуарда Мод стала королевою Норвегії, коли країна здобула незалежність від Швеції.

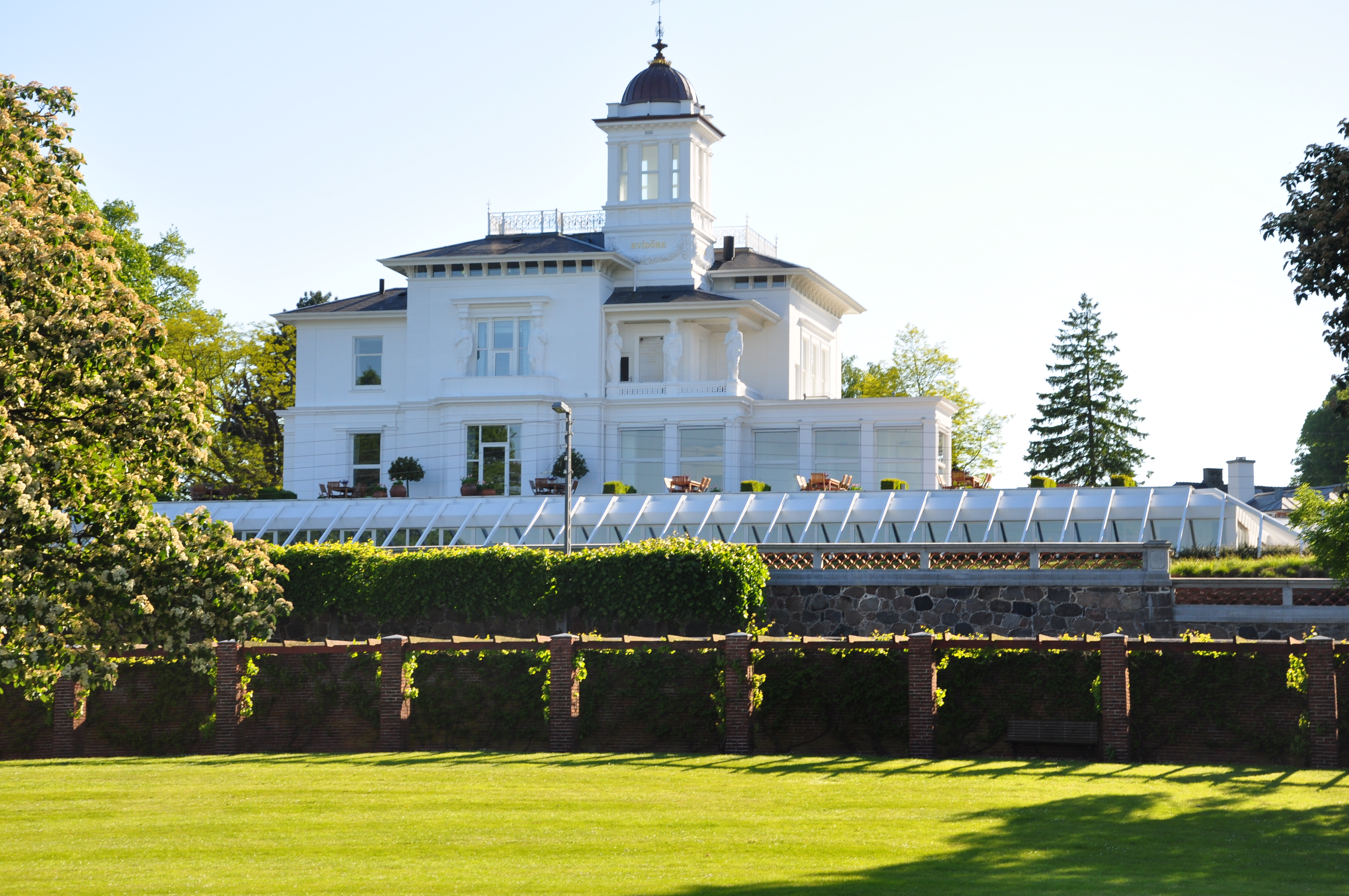
Вілла Відьоре. Світлина 2009 року

Взимку 1905—1906 року герцог Йоркський з дружиною знову поїхали за кордон до Британської Індії, залишивши онуків під опікою дідуся і бабусі. Цієї ж зими у віці 87 років на руках у своєї дочки Марії Федорівни помер король Данський Крістіан IX, батько Олександри. Після 1905 здоров'я короля Едуарда різко погіршилося. Він страждав від бронхіту через надмірне куріння, а також в роки правління мав серйозні проблеми з вагою. Королева намагалася впливати на чоловіка, але з цього нічого не вийшло. В 1907 Олександра разом з сестрою купили в Данії невелику віллу Відьоре, де як приватні особи проводили разом багато часу. В 1908 королева з чоловіком і дочкою Вікторією зустрічалися з російською імператорською сім'єю на території сучасної Естонії. Весну 1909 року Едуард VII, Олександра та вдова імператриця провели в подорожі Середземним морем. Вони відвідали Італію, де здійснили офіційний візит до короля Віктора Еммануїла III та його дружини Єлени.

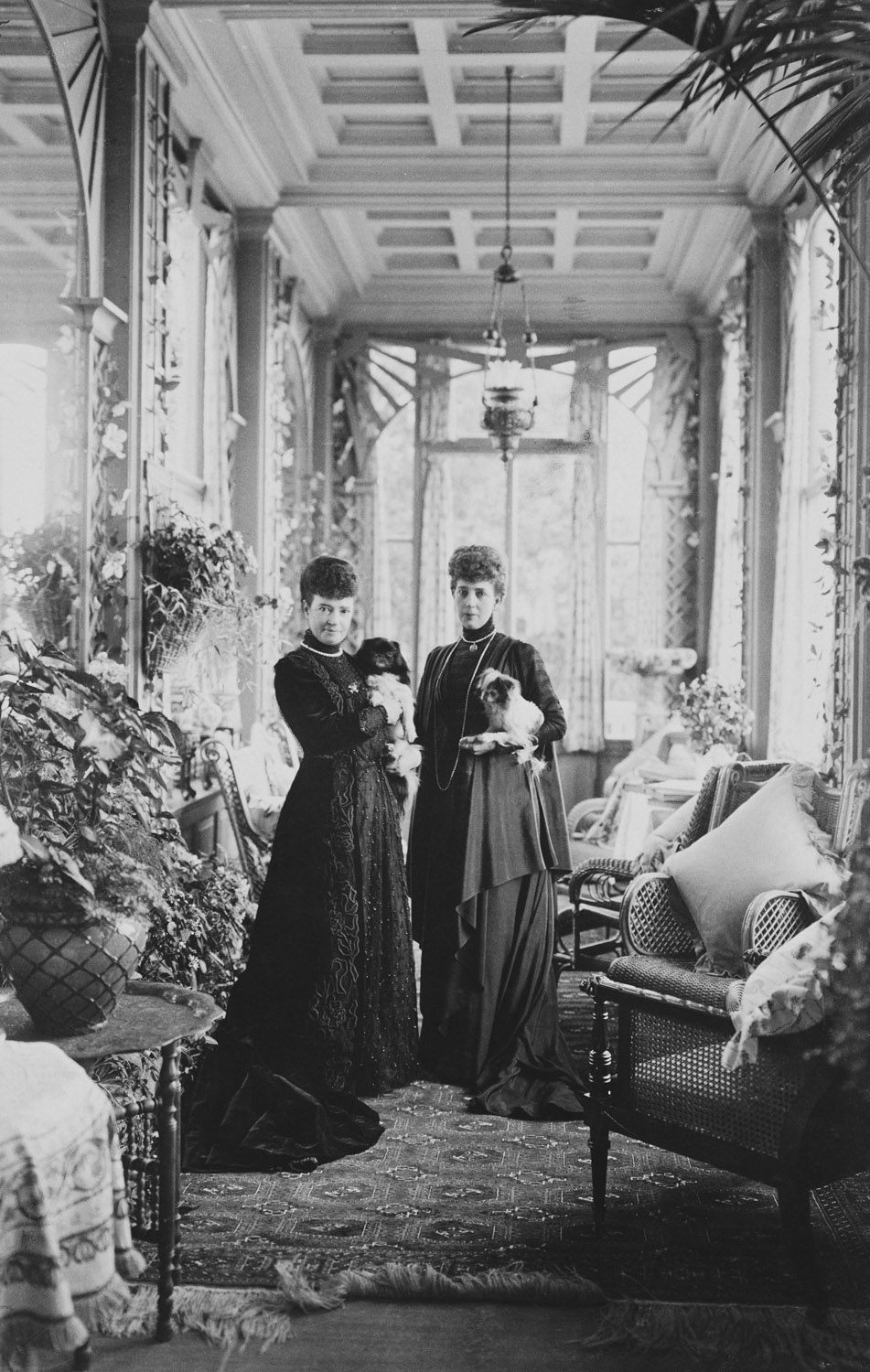
Олександра (праворуч) із сестрою на віллі Відьоре, бл. 1911 року

Біограф королеви Девід Дафф пише, що Олександра навмисне не показували багато державних паперів і обмежували кількість закордонних візитів, щоб вона не змогла вплинути на політичні рішення чоловіка. Королева виступала проти будь-якої спроби зближення з Німеччиною, її експансії та інтересів на політичній арені Європи. Наприклад, в 1890 Олександра написала відкрите послання британським міністрам і військовослужбовцям, в якому закликала скасувати обмін британського острова Гельголанд на німецьку колонію Занзібар. Вона зазначила, що острів має стратегічне значення для Великої Британії і, у разі війни, міг би відбити німецьку агресію. Незважаючи на зусилля Олександри, 1 липня 1890 був підписаний Занзібарський договір про обмін острова на колонію. Німці зміцнилися на Гельголанді, і, за словами письменника Роберта Енсора, передбачених Олександрою, острів «став наріжним каменем у злочинних діях та обороні Німеччини на морі». Німецька газета Frankfurter Zeitung назвала королеву Олександру та її сестру-імператрицю «Центром міжнародної антинімецької змови». Олександра все життя не довіряла своєму племіннику, німецькому імператору Вільгельму II, називаючи його «нашим внутрішнім ворогом».
У 1910 році Олександра стала першою дружиною британського монарха, яка була присутня під час дебатів Палати громад Великій Британії. Протягом двох годин вона сиділа в галереї для жінок, в той час як обговорювався законопроєкт про скасування права палати лордів накладати своє вето на законопроєкти. У приватному порядку Олександра висловила свою незгоду з його прийняттям. Незабаром після цього вона поїхала на грецький острів Корфу, де відвідала брата. Перебуваючи на відпочинку, вона отримала звістку про погіршення здоров'я короля і негайно виїхала до Лондона. Вона прибула за кілька годин до його смерті, яка трапилася вночі 6 травня. Королева особисто вводила йому кисень з балона для полегшення дихання. Олександра повідомляла придворному Фредерику Понсбі: «Я відчуваю себе як камінь, нездатний дихати, не в силах плакати і зрозуміти, що відбувається насправді». За наказом вдови тіло покійного короля наступні вісім днів перебувало в особистих покоях і до нього допускалися невеликі групи родичів і друзів. 14 травня тіло було перенесено в тронний зал, А 17 травня на королівському поїзді доставлено в Віндзорський замок і поховано в каплиці Святого Георга. Після його смерті вона переїхала з Букінгемського палацу у будинку Мальборо, зберігаючи Сандрінгем.

## Вдівство

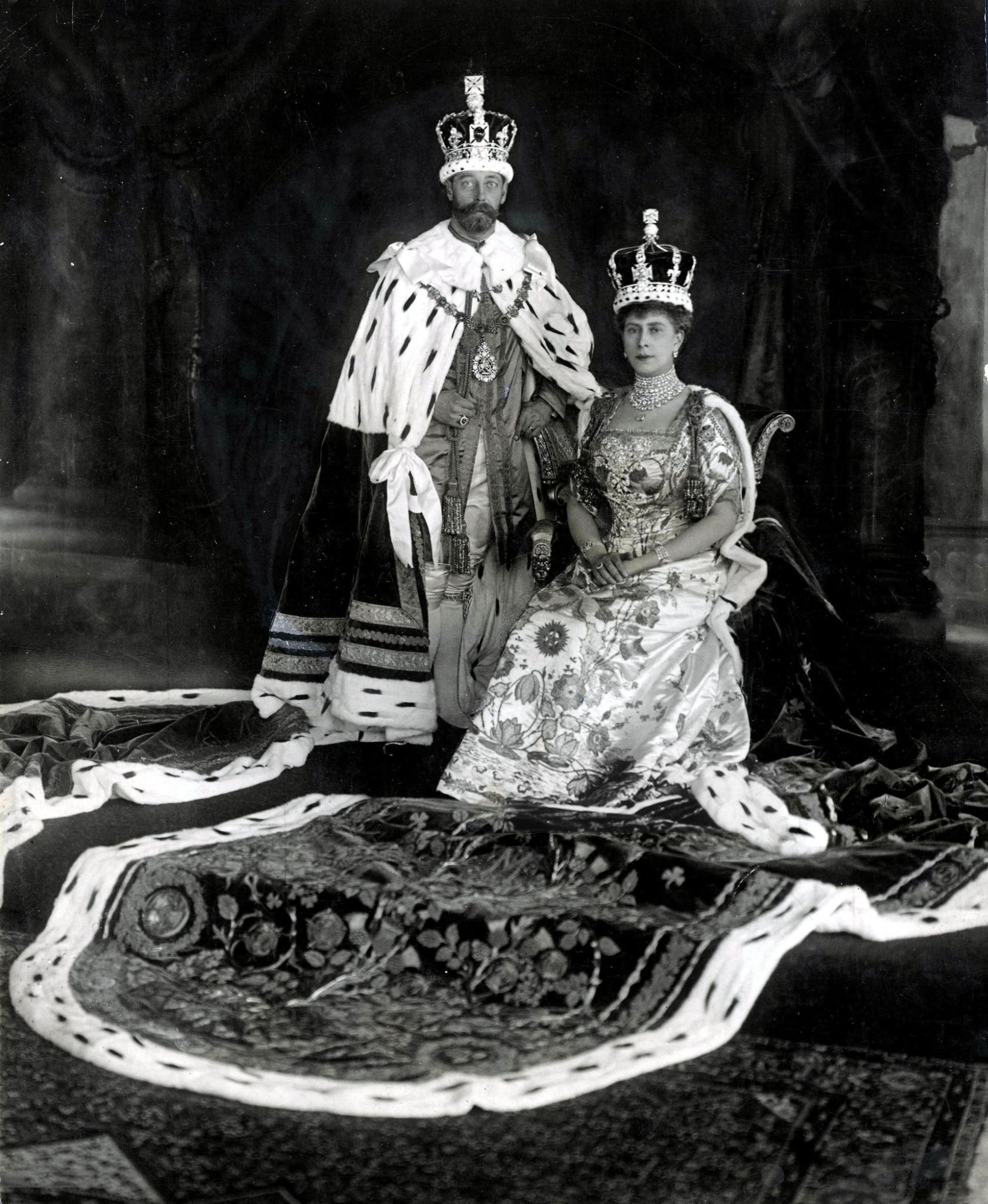
Фотографія короля Георга V та королеви Марії у день коронації 22 червня 1911 року

Королева вдова незабаром повернулася до своїх обов'язків. Вона займалася питаннями освіти, здоров'я, благодійності та сестринської справи. Весну 1911 року Олександра провела на острові Корфу, де жила на віллі кайзера Вільгельма II. 11 листопада 1911 року нові король і королева вирушили до Індії для офіційної коронації як імператор та імператриця Індії, залишивши дітей під опікою королеви-вдови. З 1912 року щорічно проводиться День троянд королеви Олександри — свято, приурочене до 50-річчя приїзду данської принцеси до Великої Британії. У цей день, зроблені людьми з обмеженими можливостями штучні троянди виставлялися на продаж, а виручені гроші спрямовувалися на допомогу жінкам-волонтерам, які працювали в лікарнях. Наразі проведення заходу покладено на правнучку королеви принцесу Олександру Кентську. Після смерті чоловіка королева так схарактеризувала своє публічне життя: «я не здамся. Я буду йти вперед. Я буду працювати до кінця». 18 березня 1913 року в Салоніках був убитий рідний і найближчий брат Алікс король Грецький Георг, який займав престол майже 50 років. Після смерті брата вдовуюча королева дедалі більше намагалася переконати сина-короля захистити балканські країни від Туреччини. Під час Балканських воєн на прохання своєї племінниці кронпринцеси, а пізніше королеви Софія Олександра через Британський Червоний Хрест відправила медичну допомогу.

### Перша світова війна
Під час Першої світової війни звичай вивішування прапорів іноземних монархів і принців, зведених у лицарську гідність Ордена Підв'язки у каплиці Святого Георга у Віндзорському замку, піддався жорсткій суспільній критиці через те, що багато з німецьких кавалерів ордена воювали проти Великої Британії. Королева-мати приєдналася до вимоги «зірвати ці жахливі німецькі прапори». Під громадським натиском король зняв відзнаки всіх німецьких кавалерів. Однак Олександра захищала гессенських родичів королівської родини, які, на її думку, були «лише солдатами або підлеглими, які виконували накази цього жорстокого німецького імператора». Королева була проти звільнення з посади першого морського лорда принц Людвіга Баттенберзького зважаючи на його німецьке походження. Вона знала принца ще коли він супроводжував її з чоловіком в подорожі по Єгипту. «Він настільки благородно приніс себе в жертву служінню своїй країні, яка тепер так огидно з ним вчинила» — писала королева про звільнення принца. З розвитком військових дій Олександра не переставала обмінюватися листами зі своєю сестрою Марією Федорівною, а також з племінником данським королем Крістіаном X, з яким обговорювала питання проведення в Копенгагені мирної конференції після закінчення війни. З приводу цього вона повідомляла Георгу V: «я думаю, що це буде прекрасний план і чудова ідея якщо світ буде обговорений і підписаний в Копенгагені. Але про це ще рано думати. Перш за все нам треба перемогти їх!».
У воєнний час вона регулярно відвідувала лікарні і госпіталі, де багато розмовляла з простими солдатами, пацієнтами і лікарями, що разюче відрізнялося від поведінки королеви Марії, яка не любила безпосередньо спілкуватися з підданими. 19 січня 1915 року, коли королева перебувала в Сандрінгемі, околиці палацу піддалися бомбометанню з цепеліна. Влітку 1918 року племінник Олександри, колишній російський імператор Микола II, його дружина (яка доводилася рідною племінницею королю Едуарду VII), їхні діти і слуги були розстріляні більшовиками в Іпатіївському будинку Єкатеринбурга. Королева дізналася про це з листа сина від 5 вересня 1918 року. Олександра просила короля Георга посприяти порятунку своєї сестри, яка тоді разом з дочками та іншими Романовими перебувала в Криму. У березні 1919 року на спеціально посланому за Марією Федорівною лінкорі HMS Marlborough Романови, що знаходилися в Криму, були вивезені за кордон. 8 травня Олександра зустрілася з сестрою в Лондоні. Завдяки зусиллям королеви, для її сестри був утворений спеціальний фонд, з якого вона отримувала від англійського короля допомогу в розмірі 10 000 фунтів стерлінгів на рік. Особливу турботу королева Олександра проявляла щодо її молодшого онука принца Джона, який страждав на епілепсію і живе самотньо зі своєю нянею. На відміну від батьків, королева часто бачилася з онуком у Сандрінгемі аж до його смерті в 1919 році. Молодий принц був похований поруч з померлим в дитинстві сином Олександри в церкві святої Марії Магдалини. «Тепер наші два дорогих Джонні лежать поруч один з одним» — повідомляла вона королеві Марії.

### Останні роки та смерть

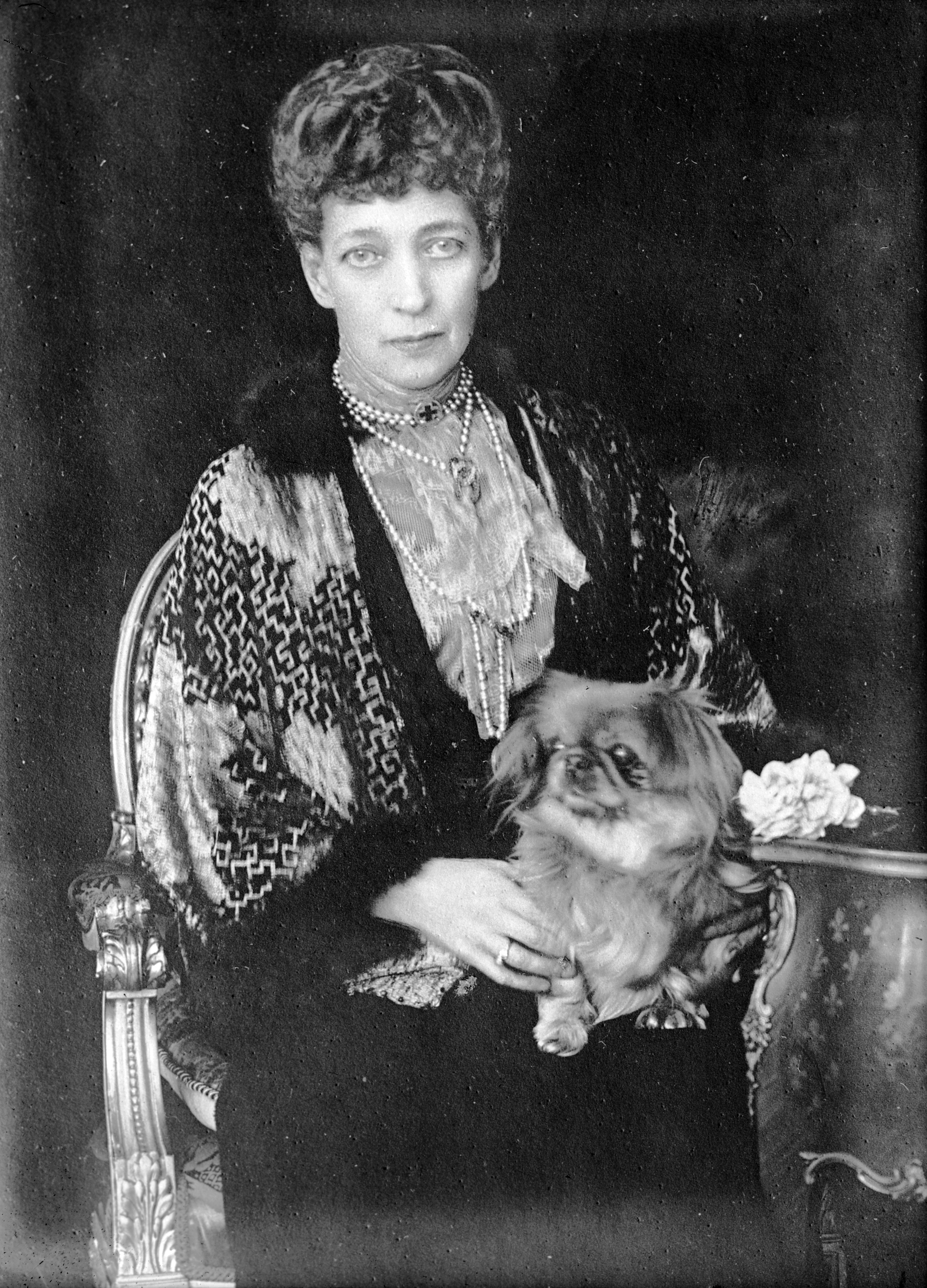
Королева Олександра, 1923 рік

На початку 1920-х років вдовуюча королева відвідала кілька сімейних весіль, в тому числі, в супроводі сестри-імператриці, свого онука Георга, герцога Йоркського і леді Єлизавети Боуз-Лайон, майбутніх короля і королеви; Луїса Маунтбеттена і Едвіни Ешлі влітку 1922 року; внучок, принцес Марії і Мод; Луїзи Маунтбеттен і кронпринца Густава Шведського у листопаді 1923 року. Багато з наближених стверджували, що після війни королева-мати сильно постаріла, чого не було помітно в довоєнні роки. Вона стала надягати темні вуалі і наносила на обличчя товстий шар макіяжу; її обличчя через це, як писали, здавалося «схожим на емаль». Олександра більше не покидала Британські острови. 1920 року у неї стався розрив кровоносної судини в оці, через що на деякий час погіршав зір. До кінця життя королева страждала амнезією і мала проблеми з мовою. Однак, незважаючи на вік і проблеми зі здоров'ям королева продовжувала цікавитися політикою, особливо щодо її рідної Данії. Так в 1920 році Північний Шлезвіг знову відійшов данській стороні за винятком Фленсбурга, що залишився в руках німців. Королева рішуче виступала за його передачу Данії, кажучи, що «місто залишилося за німцями лише тому, що вони вигнали звідти все населення, хто говорить данською мовою».
До кінця життя вдовуюча королева часто відвідувала церкву біля Сандрінгема, іноді її супроводжував син. Протягом усього періоду вдовства з нею була її середня дочка принцеса Вікторія, часто приїжджала і сестра, яка після від'їзду з Криму жила в Данії на віллі Відьоре. Близьким другом вдови була грецька королева Ольга, яка тоді жила в Лондоні разом із дочкою Марією. Останній лист королева написала синові Георгу 9 березня 1925 року: «Ти і моя дорога Мей [королева Марія] разом з вашими дітьми у моїх думках весь день». 15 листопада 1925 року королева востаннє здійснила невелику поїздку околицями Сандрінгема. Наступного дня було випущено офіційний бюлетень, де повідомлялося, що Олександра перенесла кілька серцевих нападів. Вона померла 20 листопада 1925 року в Сандрінгемі в оточенні короля та королеви. Похована поряд з чоловіком у каплиці Святого Георгія у Віндзорському замку.

## Спадок

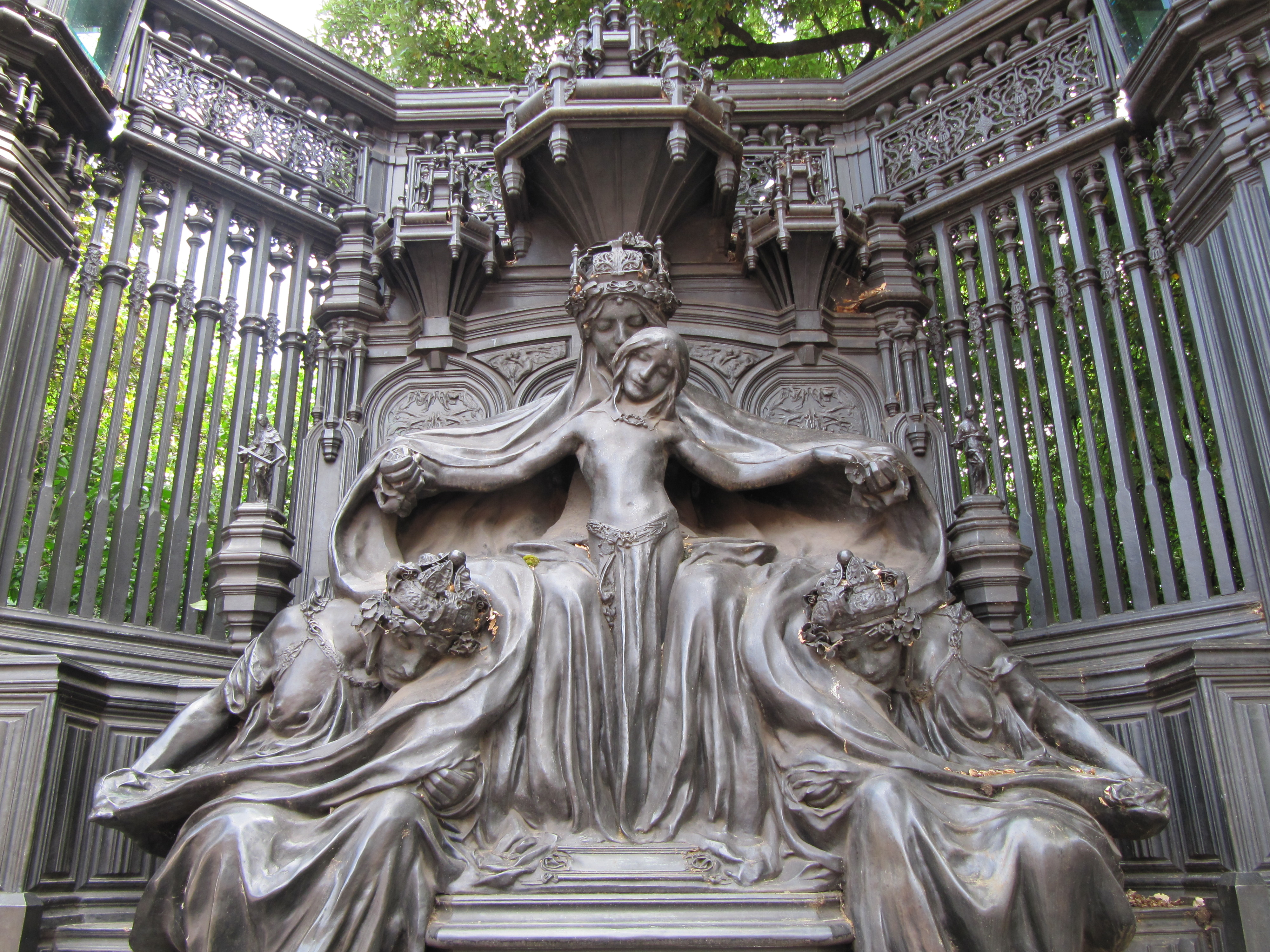
Меморіал королеви Олександри

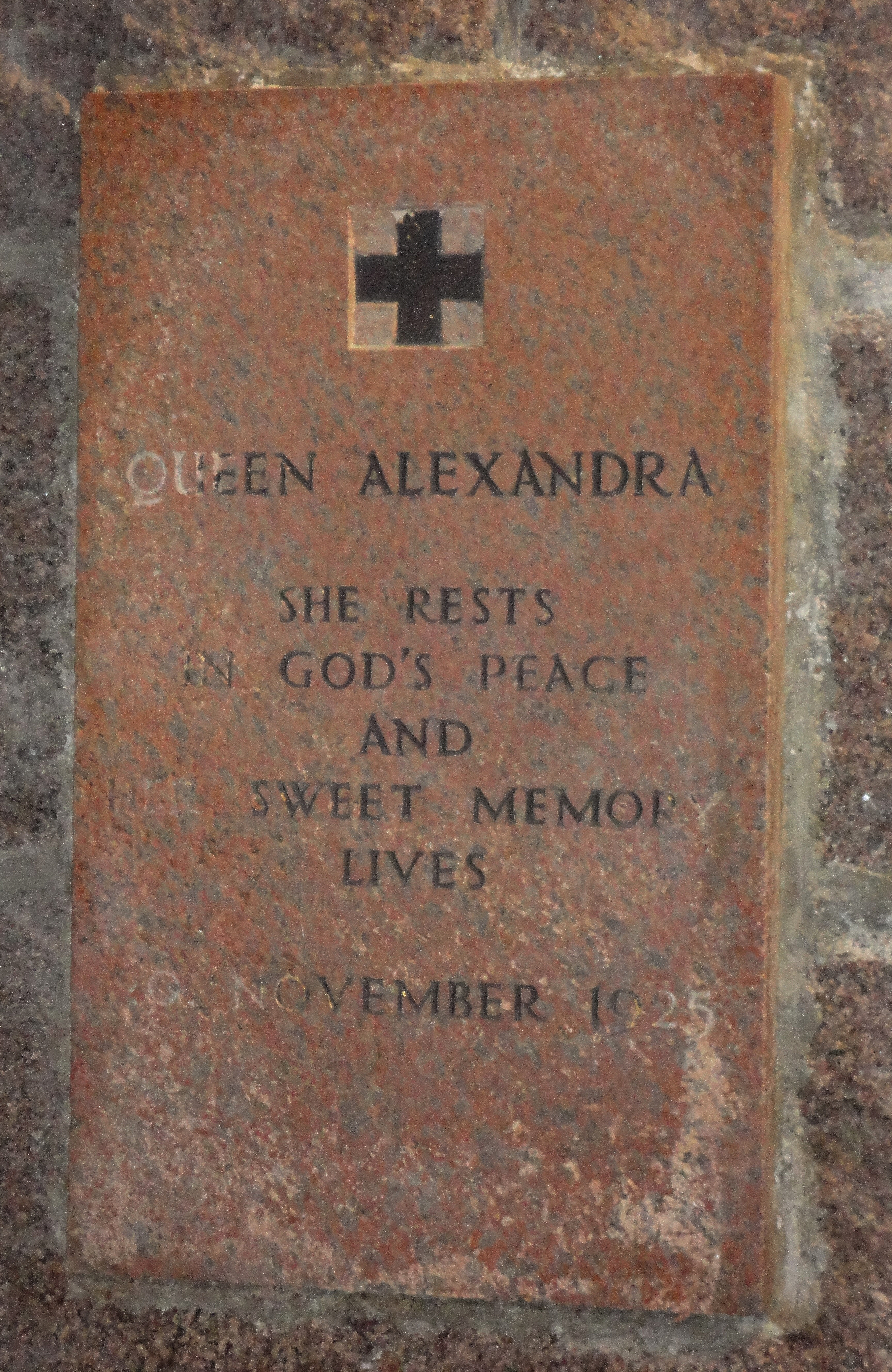
Настінна табличка для королеви Олександри в каплиці Св. Нініана, Браемар, де похована її старша дочка

8 червня 1932 в День троянд королеви Олександри в Лондоні було відкрито Меморіал королеви Олександри роботи скульптора Альфреда Герберта. Під час відкриття пам'ятника було виконано спеціально підготовлену для цього випадку оду. Музику на слова поета Джона Мейсфілда написав відомий англійський композитор та майстер королівської музики Едуард Елгар.
Після переїзду до Великої Британії Олександра зуміла швидко здобути популярність серед британського народу. У рік одруження з англійським спадкоємцем престолу на честь нової принцеси Уельської був названий нещодавно збудований Народний палац і прилеглий до нього парк. Великий Лондон налічує близько 67 доріг та вулиць, що носять ім'я британської королеви. На власні заощадження Олександра відправила судно, назване на її честь, на допомогу пораненим під час повстання махдистів. 1897 року відбулося святкування діамантового ювілею сходження на престол королеви Вікторії. Під керівництвом Олександри було влаштовано обід для 40 000 жителів Великої Британії з бідних сімей. Під час Англо-бурської війни вона відправила до Африки госпітальне судно, яке мало ім'я «Принцеса Уельська». На згадку про королеву в лондонській Королівській лікарні встановлено статую Олександри на повний зріст.

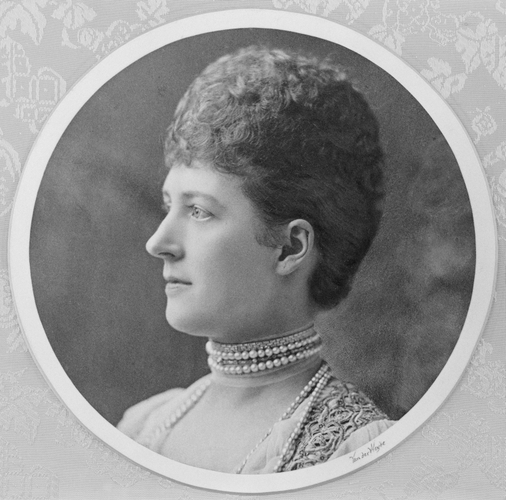
Олександра у перловому чокері

Обов'язок ведення фінансів королівської пари, в яких Олександра нічого не розуміла, було покладено на сера Дайтона Пробіна. За словами її онука Едуарда, герцога Віндзорського: «Щедрість королеви іноді викликала подив її фінансових консультантів. Щоразу, коли вона отримувала листа з проханням допомогти матеріально, королева негайно висилала гроші, навіть не переконавшись, чи справді відправник потребує їх». Олександра не звертала жодної уваги на протести з боку службовців про її марнотратство і часто відмахувалася від них або вдавала, що не чує.
Все життя Олександра приховувала від громадськості невеликий шрам на шиї, що, ймовірно, з'явилася через перенесену в дитинстві операції. Вона одягала чокер чи сукні з високими комірами, щоб приховати ваду. Завдяки Олександрі чокер став популярним у британському суспільстві і увійшов у моду більш, ніж на 50 років. Вплив Олександри в моді було настільки велике, що після того, як в 1867 вона перенесла сильний напад ревматизму і стала кульгати, цю недугу стали копіювати багато жінок, назвавши його «Кульгавість Олександри». Вона носила одяг британського будинку мод Радферн, купувала речі в Парижі у Жака Дусі. Олександра сама ладнала свої панчохи, а її старі сукні використовувалися для обшивки меблів. Більшість капелюхів і суконь принцеси були блакитного кольору, котрий вважався її коханим; у пізні роки вона носила вбрання лілового та сріблясто-сірого кольорів.
Народжена в 1926 правнучка Олександри, принцеса Єлизавета Олександра Марія Йоркська, майбутня Єлизавета II, отримала своє друге ім'я на честь неї.

### Колекціонер виробів фірми Фаберже
Починаючи з кінця 1880-х років принцеса Уельська стала збирати вироби російської фірми «Фаберже», з якою її познайомила сестра Марія Федорівна, яка отримувала від чоловіка на Великдень знамениті яйця. У перші Олександра побачила вироби Петербурзького ювеліра в 1881 році, коли була присутня на похоронах імператора Олександра II. У листах до сестри російська імператриця називала Карла Фаберже «найбільшим генієм свого часу». Марія Федорівна постійно висилала Олександрі нові вироби, намагаючись здивувати сестру винаходами відомого ювелірного дому. Дізнавшись, що Карл Фаберже відкриває в Лондоні філію, російська імператриця повідомляла принцесі Вельській: «дурень Фаберже відкриває магазин в Лондоні і тепер ти будеш мати все, що захочеш, а я не зможу порадувати тебе новими речами, що приводить мене в гнів!». Наявні рахунки Олександри показували, що більшу кількість речей вона купувала як подарунки родичам і друзям. Найчастіше куплені речі коштували від 15 до 50 фунтів стерлінгів. У період з 1902 по 1914 рік Олександра придбала виробів на суму 3 197 фунтів стерлінгів. Найбільше подарунків королева купувала в жовтні і листопаді, коли у Едуарда був день народження, і на Різдво і Великдень. Так, 29 жовтня 1906 року вона зробила 22 покупки. Часто королева відвідувала магазин разом з Шарлоттою Нолліс, але іноді її супроводжував чоловік, який також став пристрасним колекціонером фігурок тварин, а також дочки, принцеси Вікторія і Мод, і брати, королі Греції та Данії. Останню покупку вдовуюча королева зробила 20 грудня 1916 року, коли придбала коробочку в староруському стилі. Їй вдалося зібрати унікальну колекцію дорогоцінних квітів Фаберже, яку згодом поповнили королева Марія і королева Єлизавета (всього нині[коли?] налічується 26 примірників в Королівській колекції).
Велика частина колекції, зібрана Едуардом VII та Олександрою, зберігалася в кімнатах Сандрінгемського палацу, звідки й отримувала назву «Сандрінгемська колекція» (англ. Sandringham Collection) або «Сандрінгемське замовлення» (англ. Sandringham Commission). Консуело, герцогиня Мальборо, яка часто бувала на прийомах в Сандрінгемі, писала, що в особистих покоях Олександри містилася унікальна колекція дорогоцінних квітів і тварин. 1908 року фаворитка Едуарда VII Аліса Кеппел піднесла йому в подарунок один з найунікальніших і культових творів фірми «Фаберже» — портсигар із синьої емалі із звивистою діамантовою змійкою. Після смерті короля Олександра повернула подарунок місіс Кеппел, проте 1936 року колишня фаворитка передала портсигар королеві Марії і нині він зберігається в Королівській колекції.

## У культурі

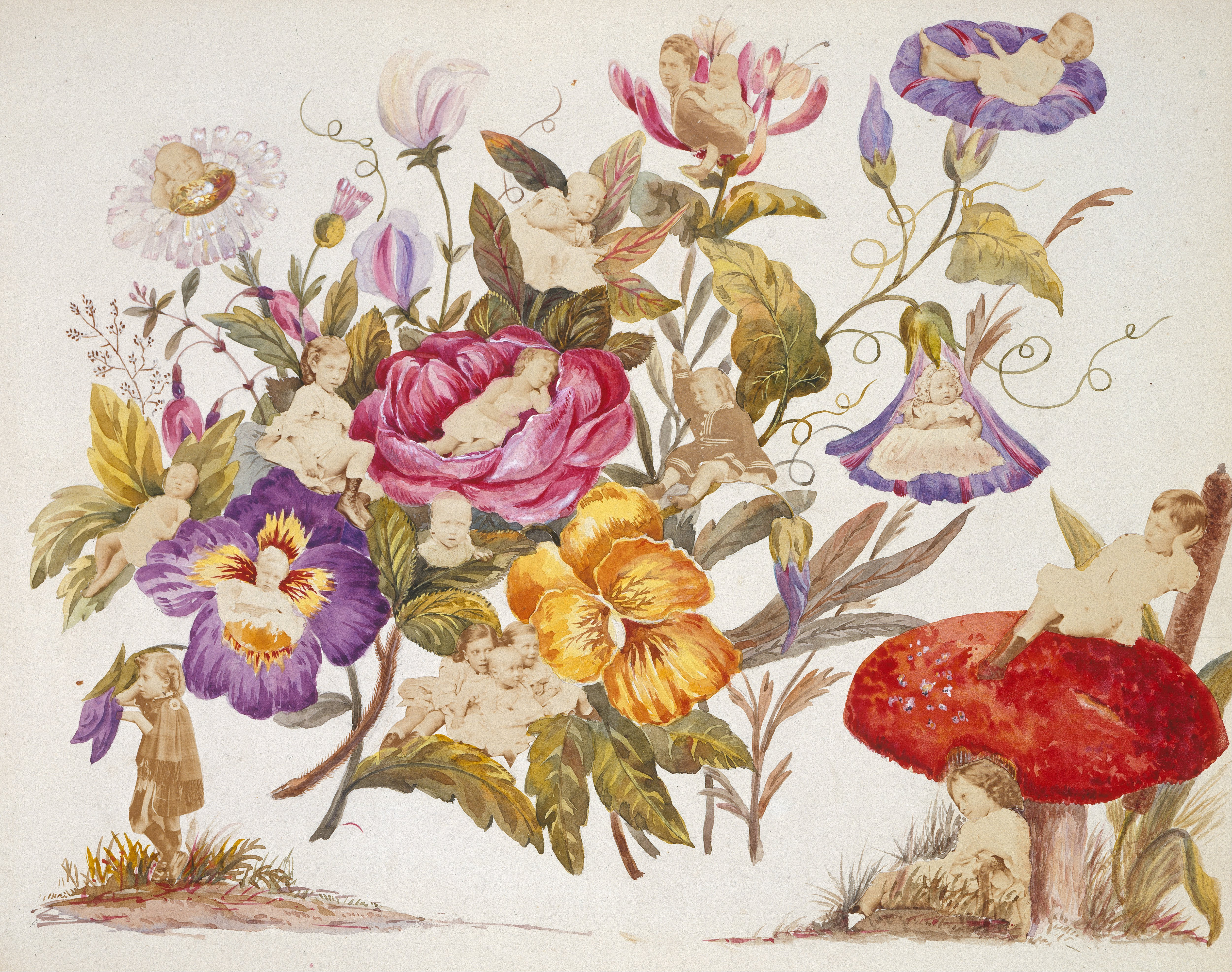
Акварель Олександри із сімейного альбому

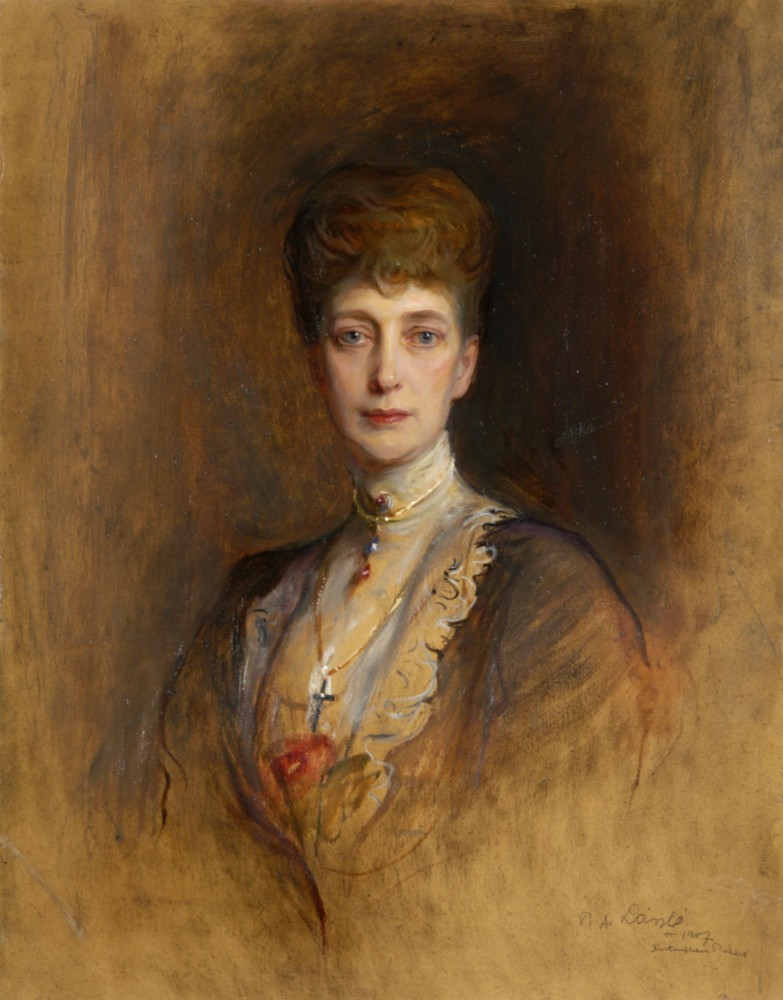
Олександра Данська. Філіп де Ласло, 1907 рік, приватна колекція

Збереглася значна кількість портретів королеви пензля провідних європейських художників XIX і початку XX століття, більшість з яких зберігається в Королівській колекції Великої Британії (портрети пензля Франца Вінтерхальтера, Люка Філдса, Йозефіни Свободи, Ріхарда Лаухерта, Франсуа Фламенга) та Національній портретній галереї (портрет пензля Люка Філдса). 1907 року королева позувала відомому угорському портретисту Філіпу де Ласло, який написав її етюд. Пізніше художник згадував: «Її Величність була чесною та надихаючою натурницею; завжди усміхнена і завжди знає, як підтримати розмову, і я особливо перебував у захопленні від грації її рухів. Я б дуже хотів зобразити її у вечірній сукні — у неї чудово складені плечі та груди, але в результаті я написав портрет у звичайній денній сукні з високим мереживним коміром і перлами на шиї». Нині цей етюд знаходиться у приватній колекції нащадків молодшої дочки Олександри норвезької королеви Мод. Збереглося також два альбоми із сімейними фотографіями та акварелями, виконаними принцесою Уельською у 1860-х роках; перший з них входить до Королівської колекції, другий знаходиться у зборах палацу Фреденсборг у Копенгагені.
Королева Олександра була зображена в кількох британських серіалах і фільмах: "Едуард Сьомий " (1975; роль виконали Дебора Гранд і Гелен Райан), «Ліллі» (1978; роль виконала Анна Фірбенк), «Людина-слон» (1980; роль виконала Гелен Райан), «Місіс Браун» (1997; роль виконала Сара Стюарт), «Уся королівська рать» (1999; роль виконала Меггі Сміт), «Пристрасть» (1999; роль виконала Джулія Блейк), «Втрачений принц» (2003; роль виконала Бібі Андерссон).
Маргарет Локвуд виконала свою останню роль королеви Олександри в постановці Ройса Райтона «Мамочка» в 1980 році.

## Родина
Чоловік — Едуард VII, король Великої Британії та британських домініонів, імператор Індії
Діти:

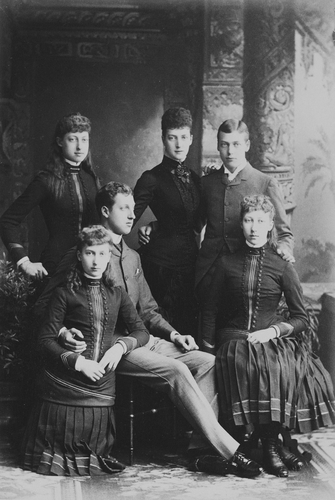
Олександра зі своїми дітьми у 1883 році

- Альберт Віктор Крістіан Едвард (08.01.1864 — 14.01.1892) — в сім'ї знаніший як «Едді»; був спадкоємцем престолу наступним за своїм батьком. В юності служив в Королівському військово-морському флоті Великобританії і багато подорожував по світу. У зрілому віці вступив в британську армію, проте не прийняв на себе ніяких важливих обов'язків, пов'язаних зі службою. З 1890 року носив титул герцога Кларенса та Евондейла, який після його смерті нікому більше не присвоювався. Був заручений зі своєю далекою родичкою принцесою Вікторією Марією Текською, єдиною дочкою Франца, герцога Текського і принцеси Марії Аделаїди Кембриджської. Помер від грипу і нащадків не залишив. Особисте життя і психічне здоров'я принца стали предметом численних спекуляцій;
- Георг Фредерік Ернест Альберт (03.06.1865 — 20.01.1936) — як і брат служив у Королівському військово-морському флоті. З 1892 року носить титул герцога Йоркського; у 1901 році став принцом Вельським; король Великої Британії та Ірландії, імператор Індії з 1910 року. Був одружений (з 1893) з нареченою старшого брата принцесою Вікторією МаріїєюТекською; мав п'ятьох синів і дочку, серед яких королі Едуард VIII і Георг VI, батько королеви Єлизавети II. Його правління пов'язане з участю Великобританії в Першій світовій війні, підйомом ірландського республіканізму й індійського національно-визвольного руху. Через сильні антинімецькі настрої в суспільстві Георг змінив назву своєї династії з Саксен-Кобург-Готської на Віндзорську за назвою родового замку, ставши першим її представником на британському престолі;
- Луїза Вікторія Олександра Дагмар (20.02.1867 — 04.01.1931) — в 1887 році стала дружиною Олександра Даффа, 1-го герцога Файф; мала двох дочок і мертвонародженого сина; в 1905 році від батька, короля Едуарда VII, отримала титул Королівської принцеси[229];
- Вікторія Олександра Ольга Марія (06.07.1868 — 03.12.1935) — не одружувалася, як стверджували сучасники, через небажання матері віддаляти дочку від себе. Найвідомішим з її претендентів на шлюб був король Португалії Карлуш I[230];
- Мод Шарлотта Марія Вікторія (26.11.1869 — 20.11.1938) — в 1896 році стала дружиною принца Карла Данського, свого двоюрідного брата, другого сина короля Данії Фредеріка VIII і Луїзи Шведської. Проживали спочатку між Великою Британією і Данією, але в 1905 році Карл став королем Норвегії і вони переїхали на нову батьківщину; в шлюбі народився один син-майбутній король Улаф V, батько правлячого короля Гаральда V[231];
- Олександр Джон (06.04.1871 — 07.04.1871) — помер на наступний день після народження; похований в Церкві Святої Магдалини на території Сандрінгема[105].

## Герб, титули, нагороди та генеалогія

### Герб
Герб Олександри Данської оснований на гербі її чоловіка, об'єднаному з гербом батька. Щит увінчаний короною святого Едуарда. Щитотримачі: на зеленому лужку золотий, озброєний червленню і коронований такий же короною леопард [повстає лев насторожі] і бородатий дикун [лісова людина] з палицею. Щит оточений стрічкою ордена Підв'язки: у блакитному полі золотий напис Honi soit qui mal y pense [Нехай соромиться той, хто про це погано подумав].
Щит жіночий (ромбічний), розділений надвоє: праворуч — англійський королівський герб (чотири: в 1-й і 4-й частинах в червленому полі три золотих озброєних блакитом леопарда (насторожі, що йдуть лева), один над іншим (Англія); у другій частині у золотому полі червлений, озброєний блакитною лев, оточений подвійною процвітаючою і протипроцвілою внутрішньою облямівкою [Шотландія], у третій частині в блакитному полі золота зі срібними струнами арфа [Ірландія]).
Зліва герб Глюксбургів: щит почетвертований, розділений срібним хрестом на червленому тлі (Даннеброг). У першій частині в золотому полі три коронованих блакитних леопарда [йдуть леви насторожі], озброєних червленью і оточені червленими серцями [Данія]. У другій частині в золотому полі два блакитних леопарда [йдуть леви насторожі], озброєних червленью [Шлезвіг]. У третій частині натроє: у першій частині в блакитному полі три золоті корони [Кальмарська унія]; у Другій — в червленому полі срібний щиток, коронований золотом; у третій надвоє — вгорі в блакитному полі срібний баран, озброєний золотом [Фарерські острови], знизу в блакитному полі срібний білий ведмідь [Гренландія]. У четвертій частині надвоє: вгорі в золотому полі Блакитний леопард [йде лев насторожі], озброєних червленью і крадеться по дев'яти червленим серцям [Королівство готів], внизу в червленому полі золотий коронований золотом дракон [Королівство вандалів]). Щит увінчаний щитком (почетвертований щит; в першій частині в червленому полі пересічений щиток (срібло — вгорі, червлень —внизу) в оточенні частин листа кропиви [Гольштейн]; в другій частині в червленому полі срібний Лебідь, увінчаний на зразок нашийника золотою короною; в третій — в червленому полі срібний вершник в латах на срібному ж коні з піднятим в правій руці над головою мечем того ж металу, в лівій руці Блакитний щит із золотим подвійним хрестом, сідло лазурові, рукоятка меча, стремена, з'єднання упряжі та інші деталі — золоті (Погоня); в четвертій — в червленому полі золота кінська голова), поверх якого також розташовується щиток (щит розсічений; зліва-в золотому полі два червлених пояса [Ольденбурги], праворуч-в блакитному полі золотий хрест [Дельменхорста]).
| Комбінований шлюбний герб Альберта Едуарда та Олександри, принца та принцеси Вельських | Герб Олександри, принцеси Вельської | Герб королеви Олександри | Підв'язка в гербі Олександри Данської, королеви-консорта Сполученого Королівства, першої леді Підв'язки | Як Леді Підв'язки, прапор Олександри висів у каплиці Святого Георгія у Віндзорському замку протягом її життя, незважаючи на заперечення головного короля Підв'язки сера Альберта Вудса. Коли Вудс поскаржилася, що розміщення її прапора в каплиці було б безпрецедентним, «король негайно наказав вивісити прапор». |

### Монограма

Королівська монограма королеви Великобританії Олександри
Королівська монограма королеви Великої Британії Олександри, варіант

### Титули
- 1 грудня 1844 — 31 липня 1853: Її Високість принцеса Шлезвіг-Гольштейн-Зонденбург-Глюксбурзька[6]
- 31 липня 1853 — 21 грудня 1858: Її Високість принцеса Данська[6]
- 21 грудня 1858 — 10 березня 1863: Її Королівська Високість принцеса Данська[6]
- 10 березня 1863 — 22 січня 1901: Її Королівська Високість принцеса Уельська[66]
- 22 січня 1901 — 6 травня 1910: Її Величність королева Великої Британії та Ірландії, імператриця Індії[238]
- 6 травня 1910 — 20 листопада 1925: Її Величність королева Олександра[239]

### Нагороди
британські
- Член 1-го ступеня Королівського ордена Вікторії та Альберта, 1863 р.[240]
- Дама юстиції високоповажного ордену шпиталю Святого Іоанна Єрусалимського, 1876 р.[240]
- Компаньйон Імператорського ордена Корони Індії, 8 січня 1878 р.[240]
- Королівська дама Найблагороднішого ордена Підв'язки, 12 лютого 1901 р.
- Дама Великого хреста найпрекраснішого ордена Британської імперії, 1 січня 1918 р.[241]

Вона була першою жінкою з 1488 року, яка стала леді підв'язки.
іноземні
- Королівство Португалія: дама ордена королеви святої Ізабелли, 23 червня 1863 р.[242]
- Російська імперія: Великий хрест Імператорського ордена Святої Катерини, 25 травня 1865 р.[243]
- Королівство Іспанія: дама ордена королеви Марії Луїзи, 11 лютого 1872 р.[244]
- Королівство Пруссія: Дама ордена Луїзи, 1-й дивізіон, 1886 р.[245]
- Велике Герцогство Гессен: Дама Великого Герцогства Гессенського ордена Золотого Лева, 1 липня 1889 р.[246]
- Японська імперія: Великий кордон Ордена дорогоцінної корони, червень 1902 р.
- Перська імперія: член 1-го класу Імператорського жіночого ордена Сонця, червень 1902 р.[247]
- Османська імперія: Великий кордон Ордена милосердя, червень 1902 р.
- Австро-Угорська імперія: Великий хрест імператорського австрійського ордена Єлизавети, у діамантах, 1904 р.[248]